# السياحة في اليونان
السياحة في اليونان من أبرز النشاطات الاقتصادية في اليونان، حيث يزور البلاد في كُل سنة 22.5 مليون سائح، وتمثل السياحة في اليونان 18% من اقتصاد اليونان، وتاريخ السياحة في اليونان هو تاريخ قديم جداً بدرجة قدم اليونان، فالحضارة اليونانية هي من أقدم الحضارات في العالم.
وبسبب قوة وتحضر اليونان القديم فقد كان يزور اليونان الكثير من السواح من باقي المناطق. ويوجد في اليونان عدة أماكن أثرية تعود إلى زمن الإغريق والرومان والبيزنطيين كما توجد أماكن طبيعية جميلة وغابات وشواطئ جميلة في الصيف.

## التاريخ
السياحة في اليونان اثار جذورها إلى العصور القديمة. استغرق التبادل الثقافي في الفترة ما بين المستعمرات الإغريقية في اليونان العظمى والجمهورية الرومانية الشابة قبل صعود روما إلى هيمنة الغرب البحر الأبيض المتوسط. عندما تم ضم اليونان في موعد القرون الإمبراطورية الرومانية، والتبادل الثقافي التي بدأت بين الحضارة اثنين من أثار نتيجة لذلك عدد كبير من الرومان الذين يزورون المراكز الشهيرة للفلسفة اليونانية والعلوم، مثل أثينا، كورنث وطيبة، ويرجع ذلك جزئيا اليونان أصبحت مقاطعة من المواطنة الرومانية الرومانية منحت الإمبراطورية واليونانيين.
بدأت السياحة في العصر الحديث اليونان تزدهر في 1960 و 1970، في ما أصبح يعرف باسم السياحة الجماعية. وخلال ذلك الوقت، تم تنفيذ مشاريع البناء على نطاق واسع في الفنادق وغيرها من مثل هذه المرافق وشهدت البلاد زيادة في السياح الدوليين على مر السنين. الأحداث الدولية مثل دورة الألعاب الأولمبية الصيفية لعام 2004 ومسابقة الأغنية الأوروبية عام 2006، على حد سواء التي عقدت في أثينا، ساعد إلى حد كبير في تعزيز السياحة في البلاد، في حين واسعة النطاق تمويل وطنيا البنية التحتية الثقافية مثل ساهم متحف الأكروبوليس الجديد أيضا لتدفق السياح في country.Thessaloniki سوف تكون عاصمة الشباب الأوروبي في عام 2014.

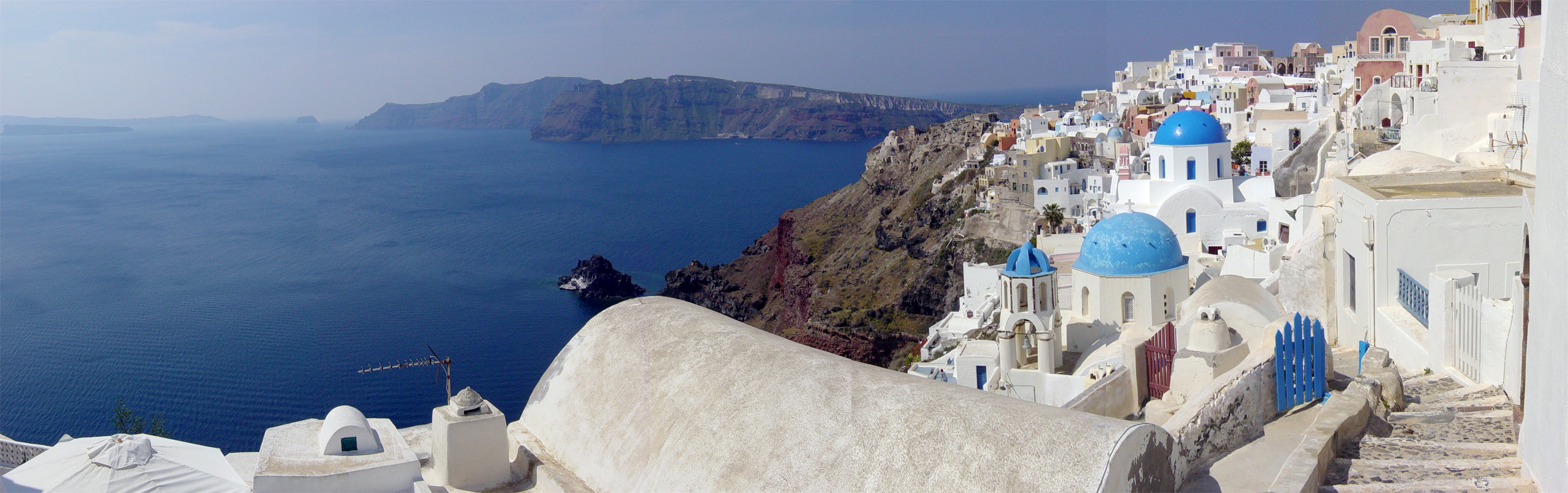
رؤية بانورامية للسانتوريني كالديرا، والتي اتخذت من أويا.

## آخر

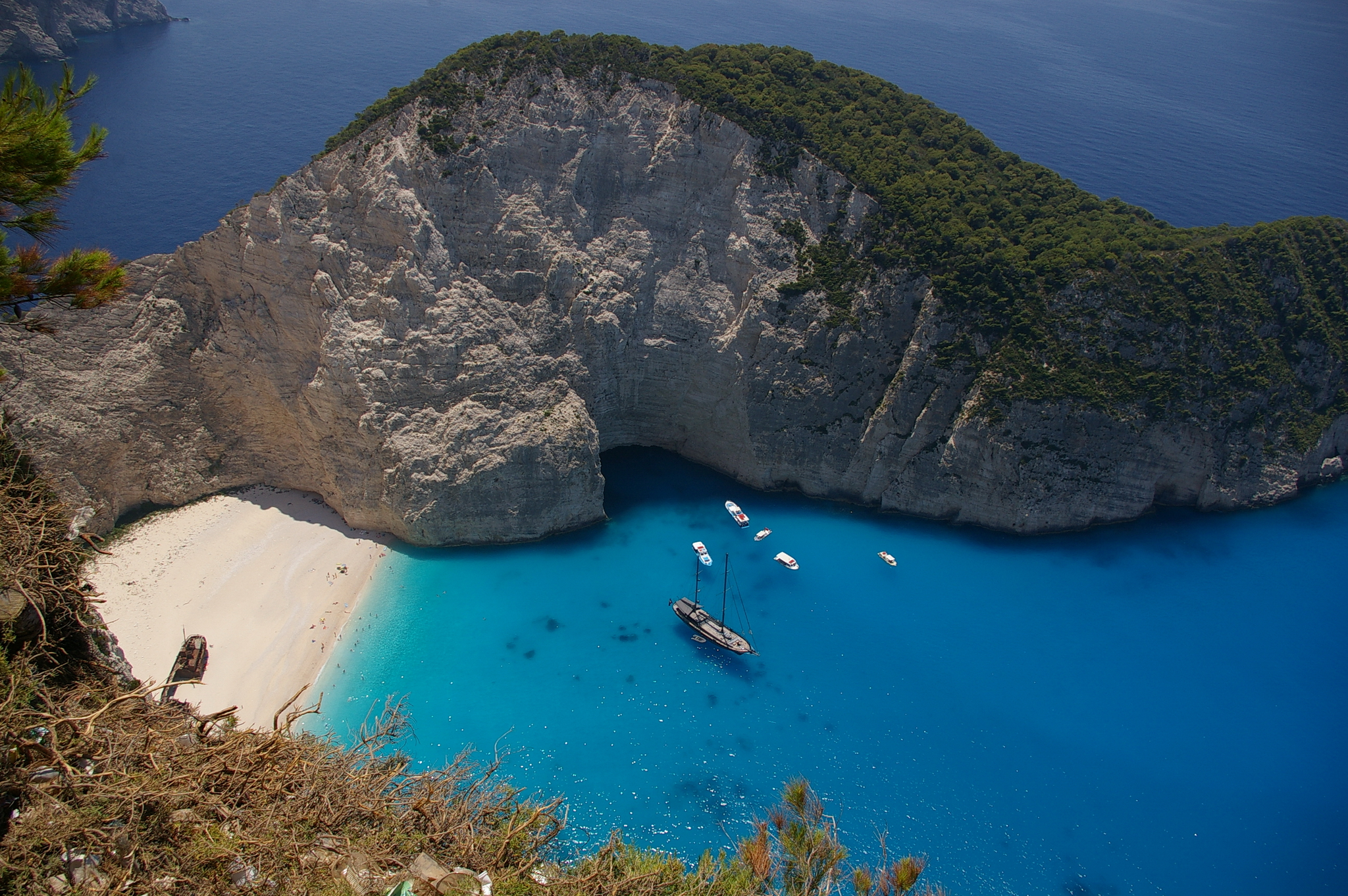
زاكينثوس.

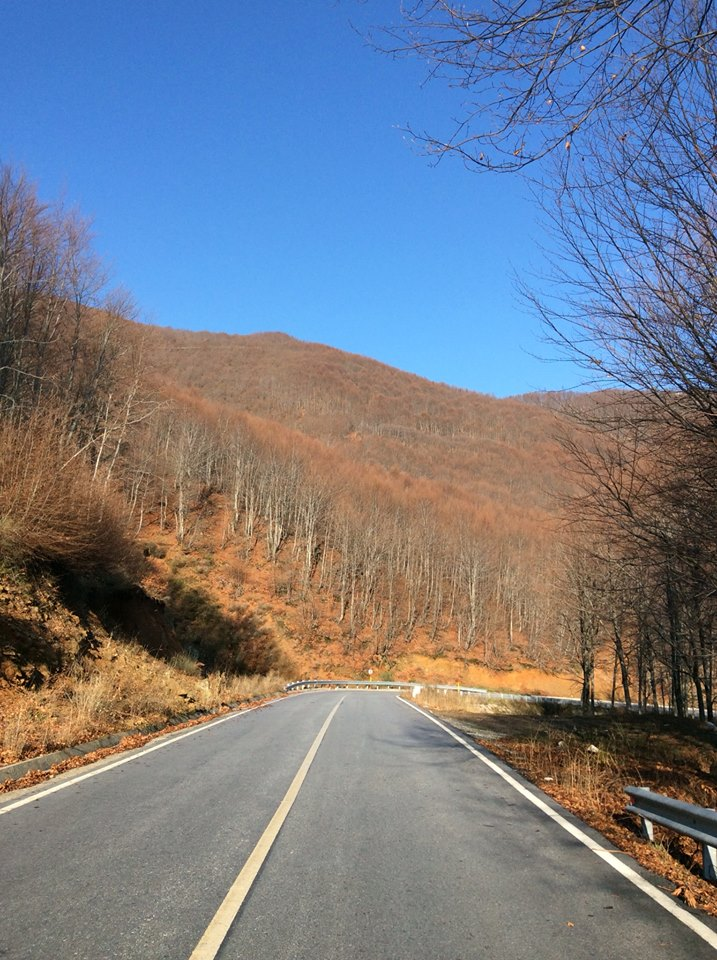
الغابات في جبل بيليون.

في عام 2009، رحب البلاد خلال 19.3 مليون سائح, زيادة كبيرة من 17700000 سائح البلاد رحب في عام 2008. والغالبية العظمى من السياح في البلاد هي من داخل الاتحاد الأوروبي (12.7 مليون دولار)، تليها تلك التي تمتد من الأمريكيتين (0560000)، وآسيا (0.52 مليون) وأوقيانوسيا (0.1 مليون) وأفريقيا (0060000). [1] وفي عام 2007، زار أكثر الناس البريطاني البلاد من أي جنسية أخرى، الذين يبلغ عددهم 2.61 مليون نسمة، يشكلون 15٪ من السياح في البلاد لهذا العام وحده. بالإضافة إلى ذلك، 2.3 مليون الألمان، 1.8 مليون ألبان و 1.1 مليون البلغاريين زارت البلاد في تلك السنة. وفي عام 2007، كانت 92.8٪ من إجمالي عدد السياح في اليونان من البلدان في أوروبا.
المنطقة الأكثر زيارة من اليونان هو أن مقدونيا الوسطى في شمال اليونان، بالقرب من بعض من مناطق الجذب الأكثر شعبية في بلد مثل هالكيديكي، جبل أوليمبوس، بيلا، مسقط رأس الإسكندر الأكبر، وثاني أكبر مدينة في اليونان، ثيسالونيكي. وفي عام 2009، رحب مقدونيا الوسطى 3.6 مليون سائح، أو 18٪ من إجمالي عدد السياح الذين زاروا اليونان في تلك السنة. تليها أتيكا (2.6 مليون) وبيلوبونيز (1.8 مليون). شمال اليونان هو المنطقة الأكثر زيارة في البلاد، بنسبة 6.5 مليون سائح، في حين يأتي وسط اليونان الثانية مع 6.3 مليون.
وفقا لدراسة أجريت في الصين في عام 2005، وقد تم التصويت اليونان اختيار الشعب الصيني رقم واحد كوجهة سياحية. في نوفمبر 2006، النمسا مثل الصين، أعلن، أن اليونان كانت الوجهة السياحية المفضلة لفي المواطنين. وتمشيا مع هذه الملاحظات، أعلن وزير اليونان السياحة السابق أريس سبيليوتوبولوس افتتاح مكتب منظمة السياحة الوطنية اليونانية في شنغهاي قبل نهاية عام 2010، وتدير GNTO حاليا مكتبين السياحة في الصين، واحدة في شنغهاي وواحدة في بكين. ويقدر أن في جميع أنحاء 2013 رحبت اليونان على 17930000 سائح، بزيادة قدرها 10٪ زيادة مقارنة مع عام 2012. أكثر من 22 مليون سائح يتوقع طوال عام 2014. السياحة في اليونان سوف عادة الذروة بين مايو وسبتمبر حيث ما يقرب من 75٪ من جميع الزيارات السياحية يحدث.

## الأثر الاقتصادي
وفي الوقت نفسه، زاد استهلاك السياحة بشكل كبير منذ مطلع الألفية الثالثة، من 17.7 مليار دولار أمريكي. في عام 2000 إلى ما يعادل 29.6 مليار دولار. في عام 2004. وبلغ عدد وظائف متعلقة مباشرة أو غير مباشرة في القطاع السياحي 659719 وتمثل 16.5٪ من فرص العمل في البلاد الكلي لتلك السنة.

## البنية التحتية
كبلد متقدم يعتمد اعتمادا كبيرا على السياحة، واليونان يقدم مجموعة متنوعة واسعة من المرافق السياحية. [12] البنية التحتية للسياحة في اليونان قد تحسنت بشكل كبير منذ دورة الألعاب الأولمبية في أثينا عام 2004 وتستمر في التوسع مع عدد من المشاريع المهمة وخاصة في مجالات أقل السياحة الجماعية. [13]

## معرض الصور

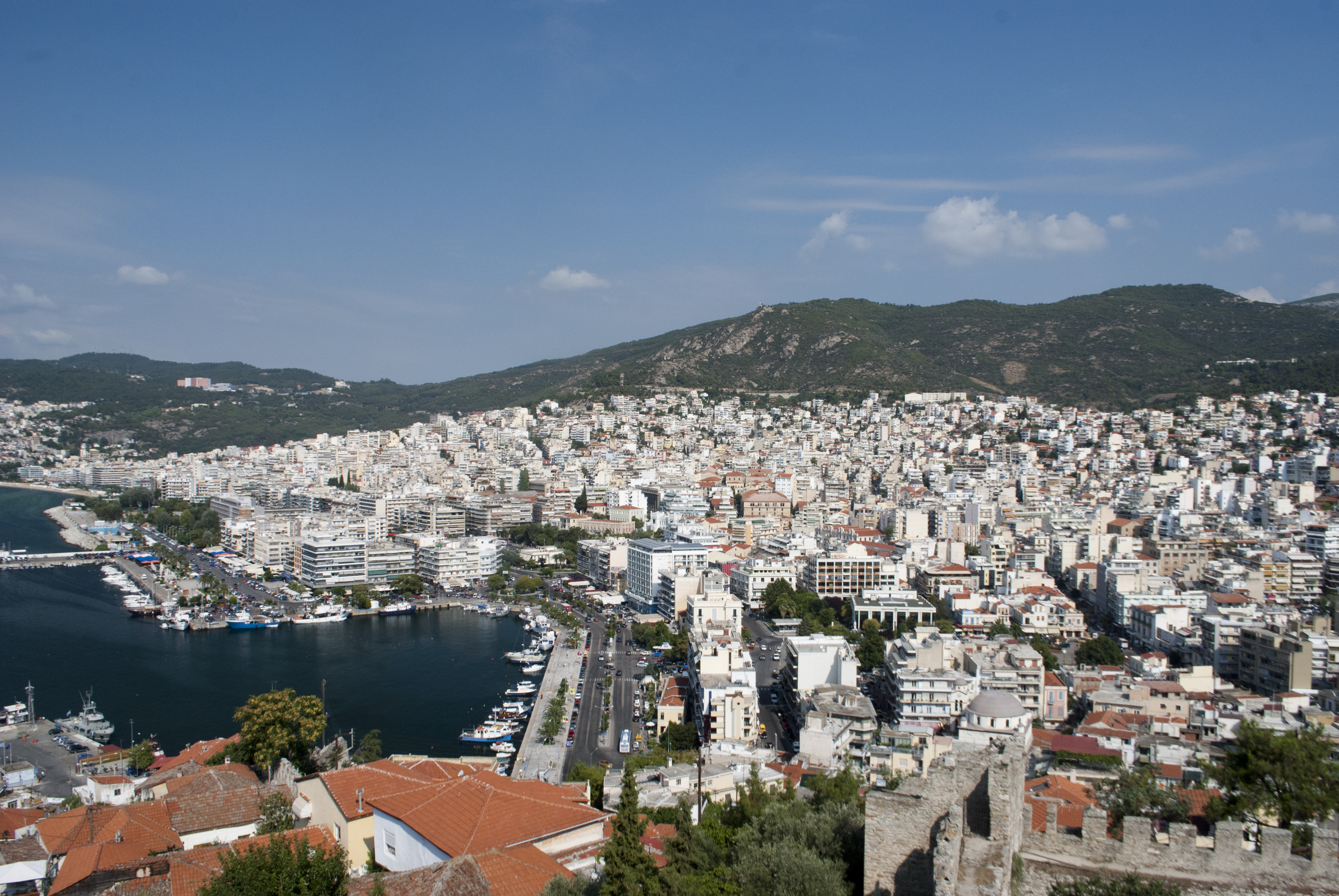
رأي كافالا.
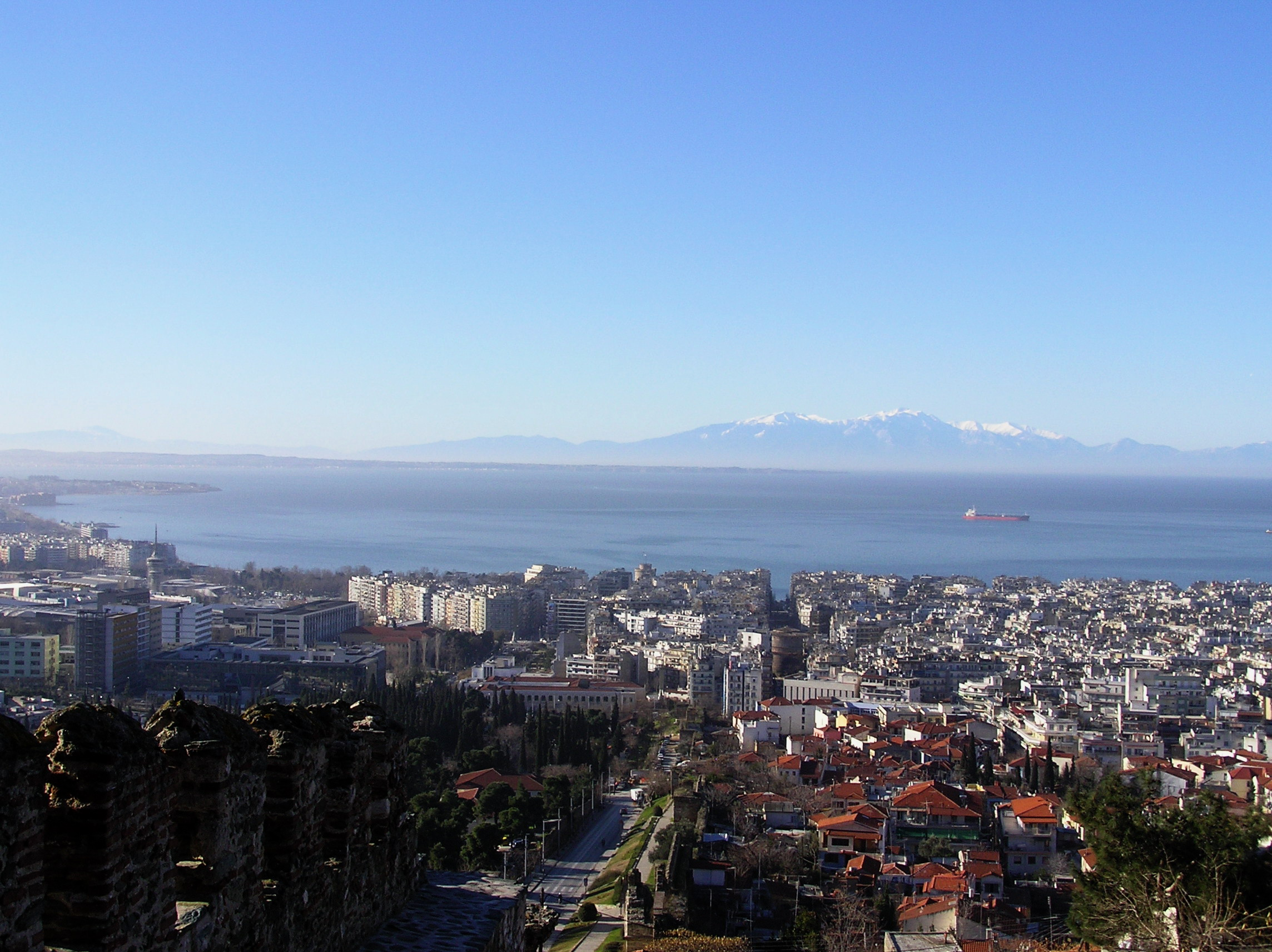
رؤية بانورامية للسالونيك.
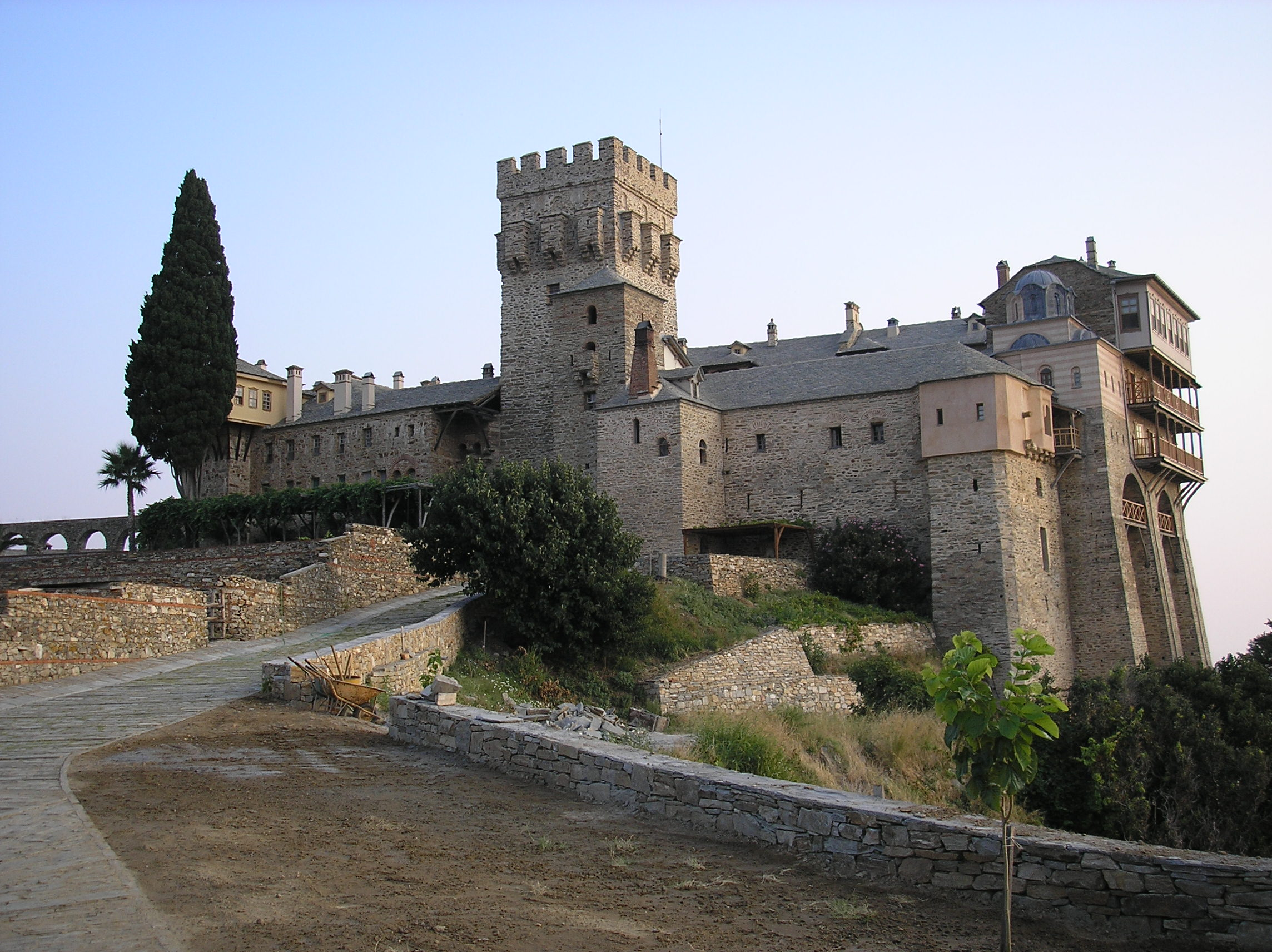
دير في جبل آثوس.
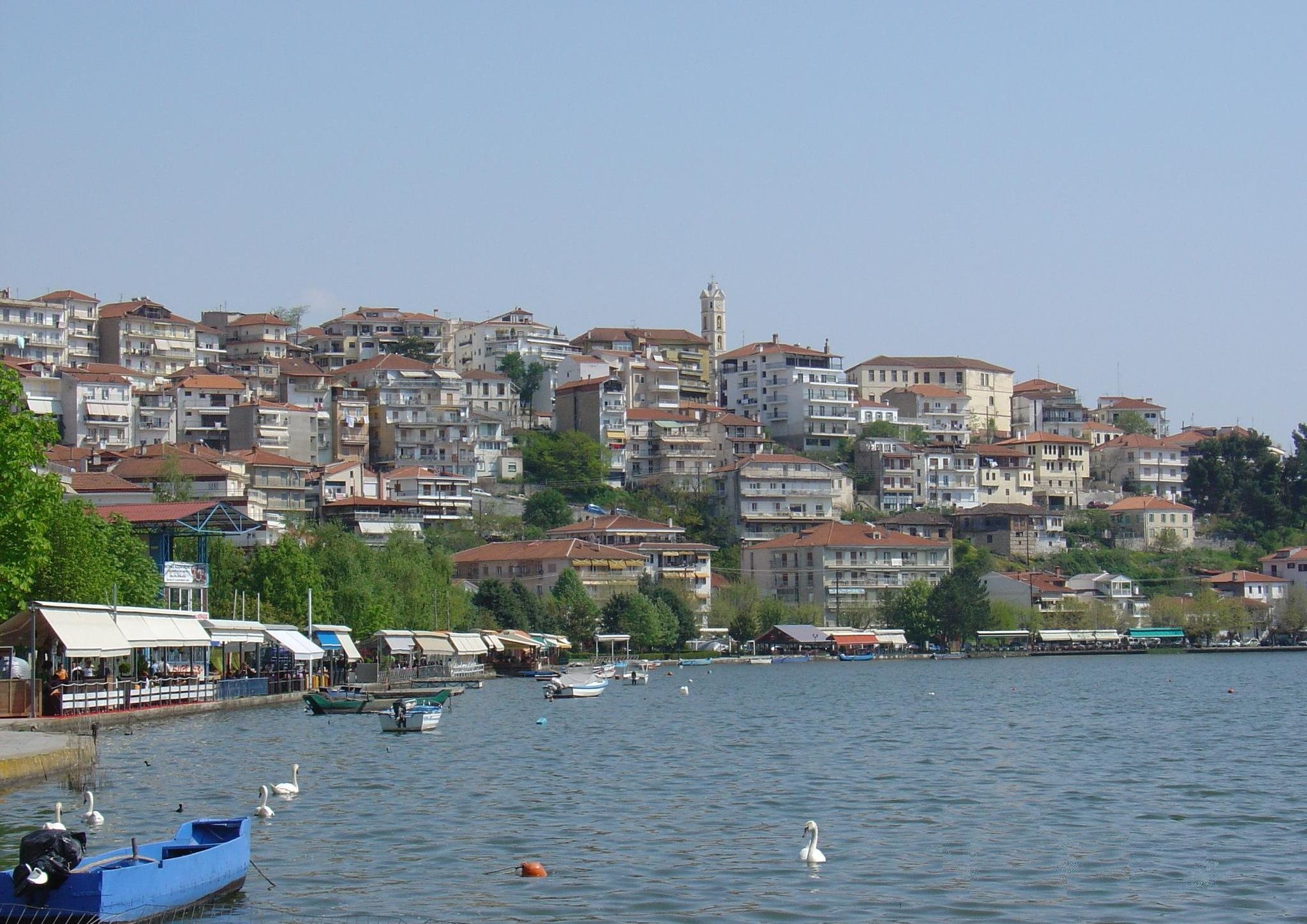
كاستوريا، شمال اليونان.
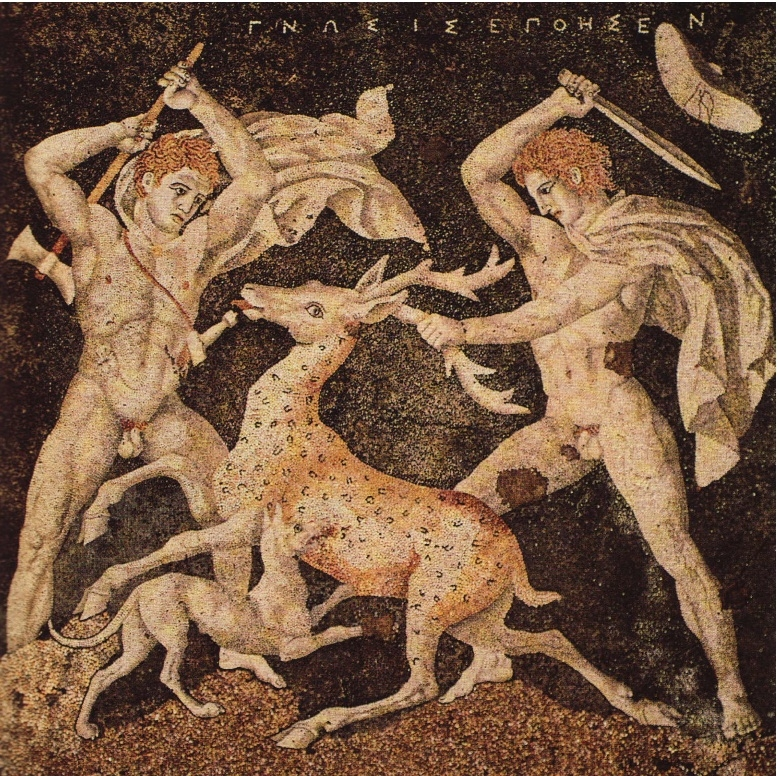
فسيفساء الغزلان مطاردة في بيلا.
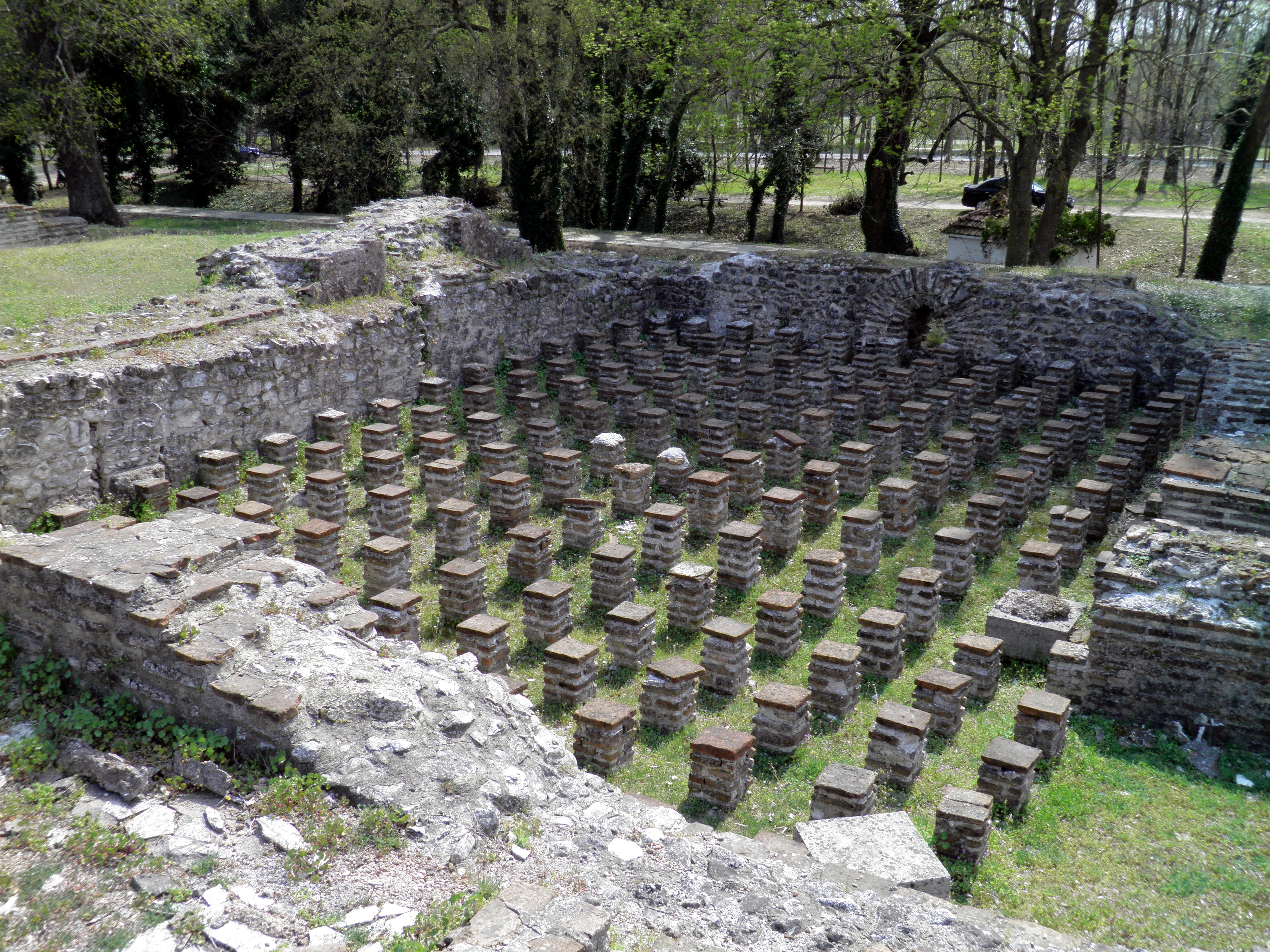
القديم ديون، بييريا.
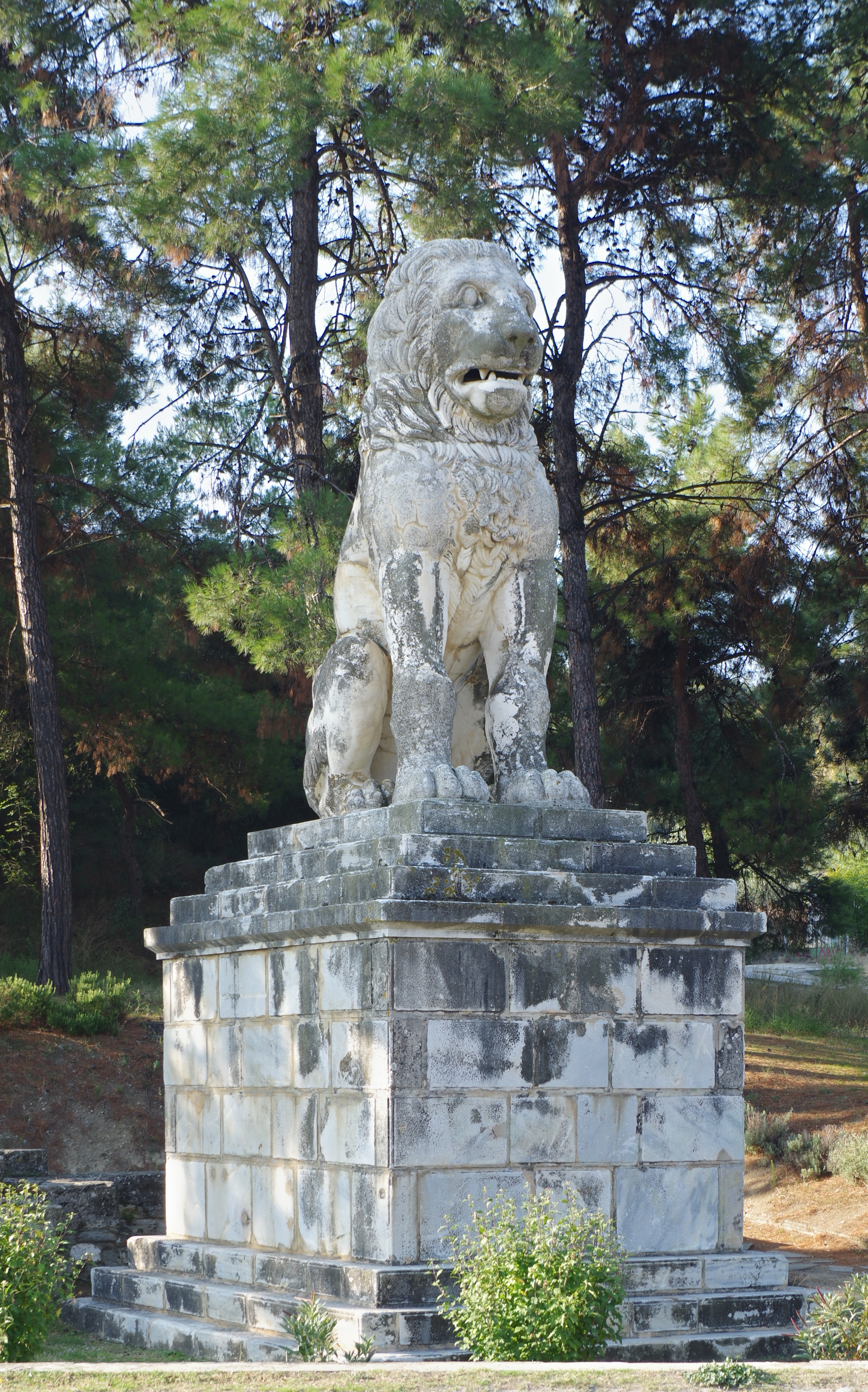
أسد أمفيبوليس.
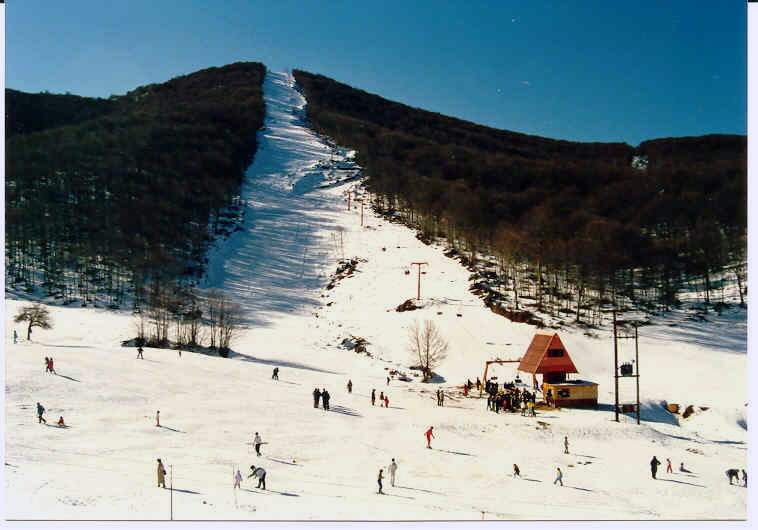
منتجع للتزلج.
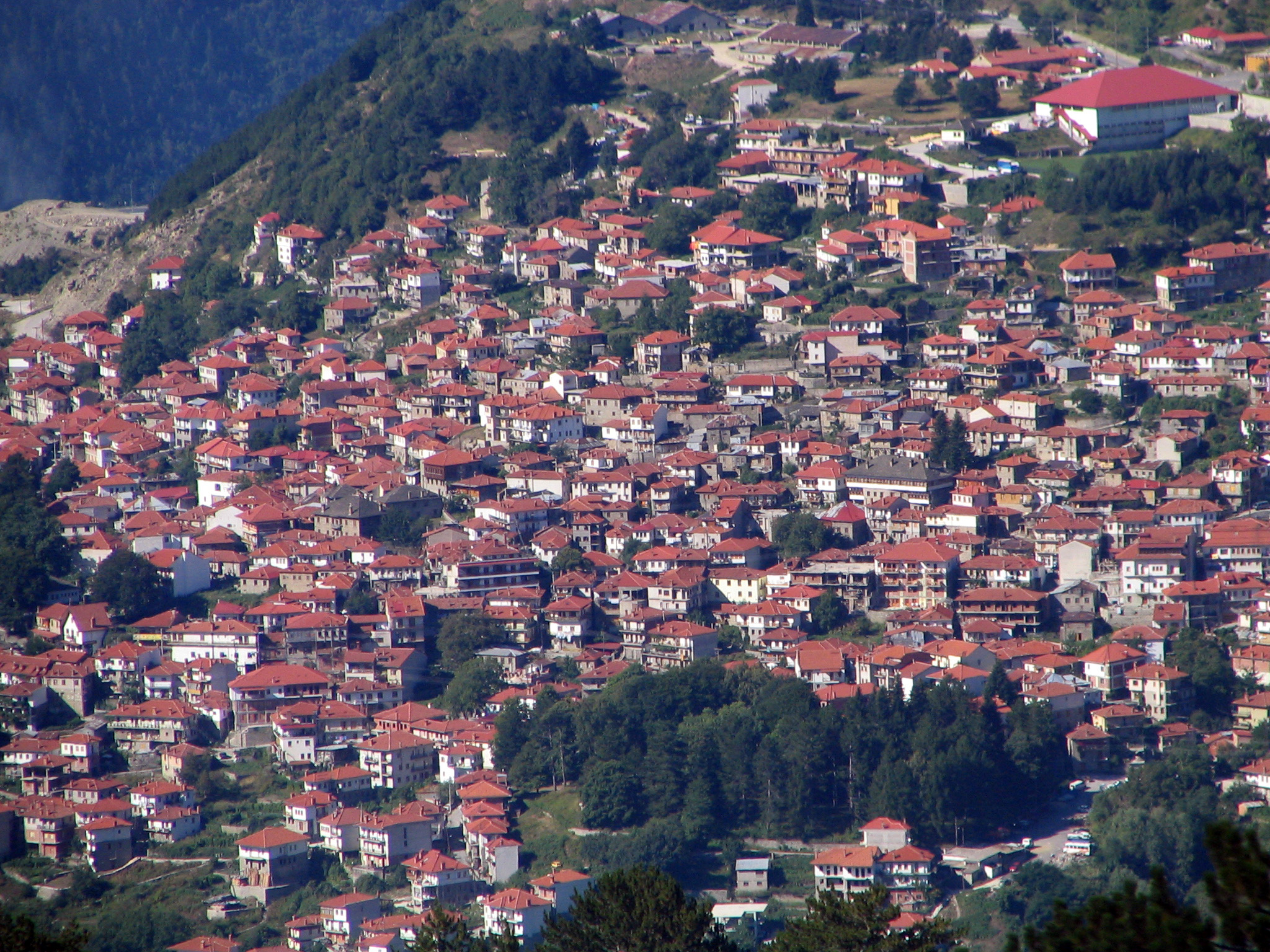
ميتسوفو town.
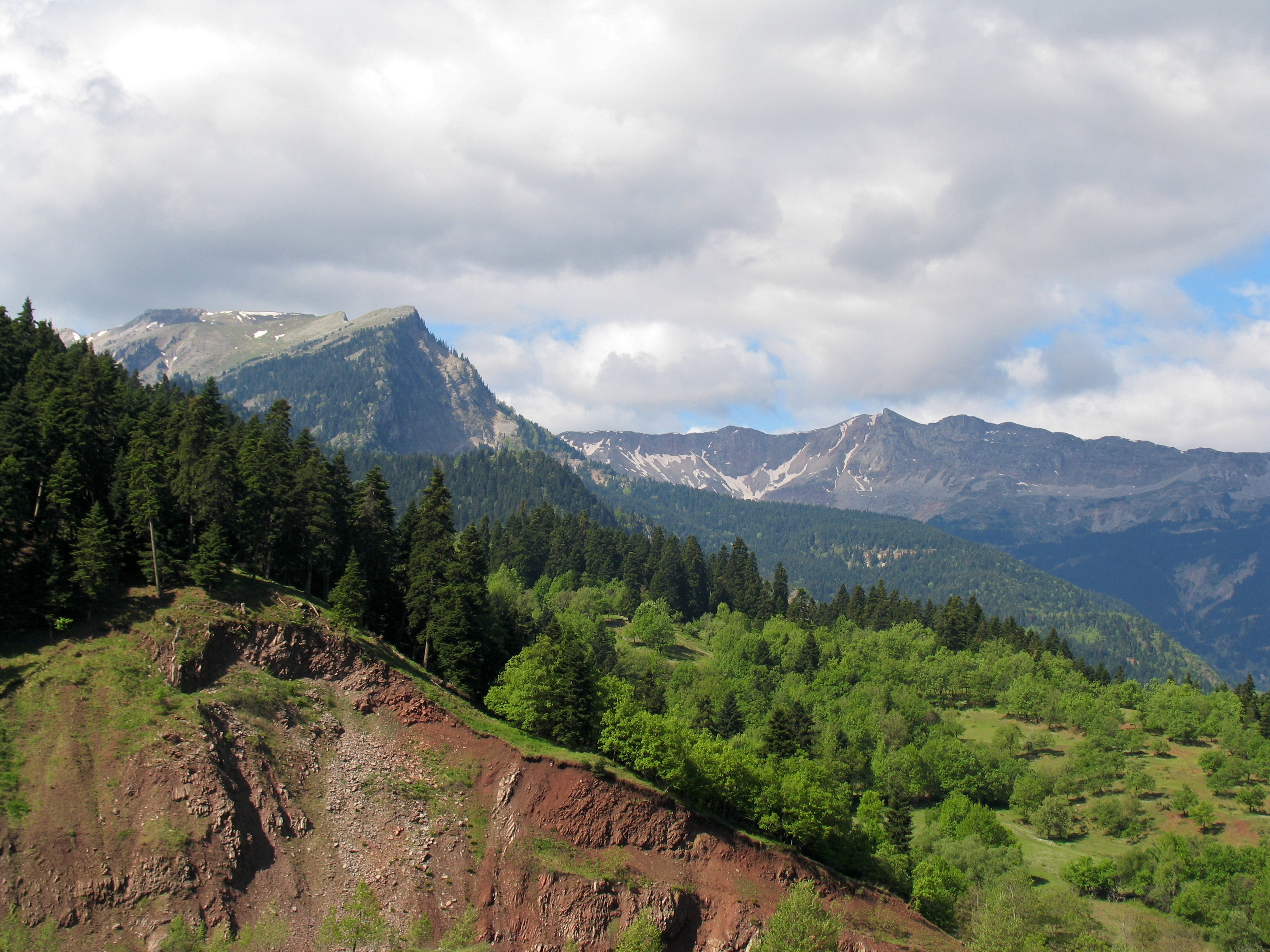
حديقة بيندوس الوطنية.
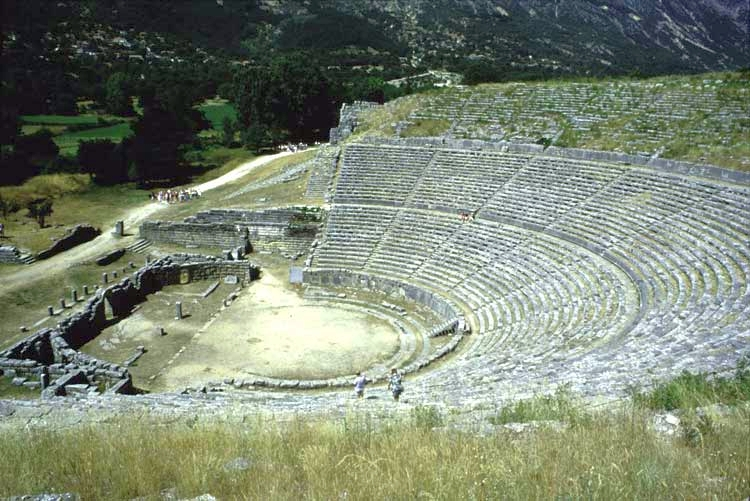
The ancient theatre in Dodona.
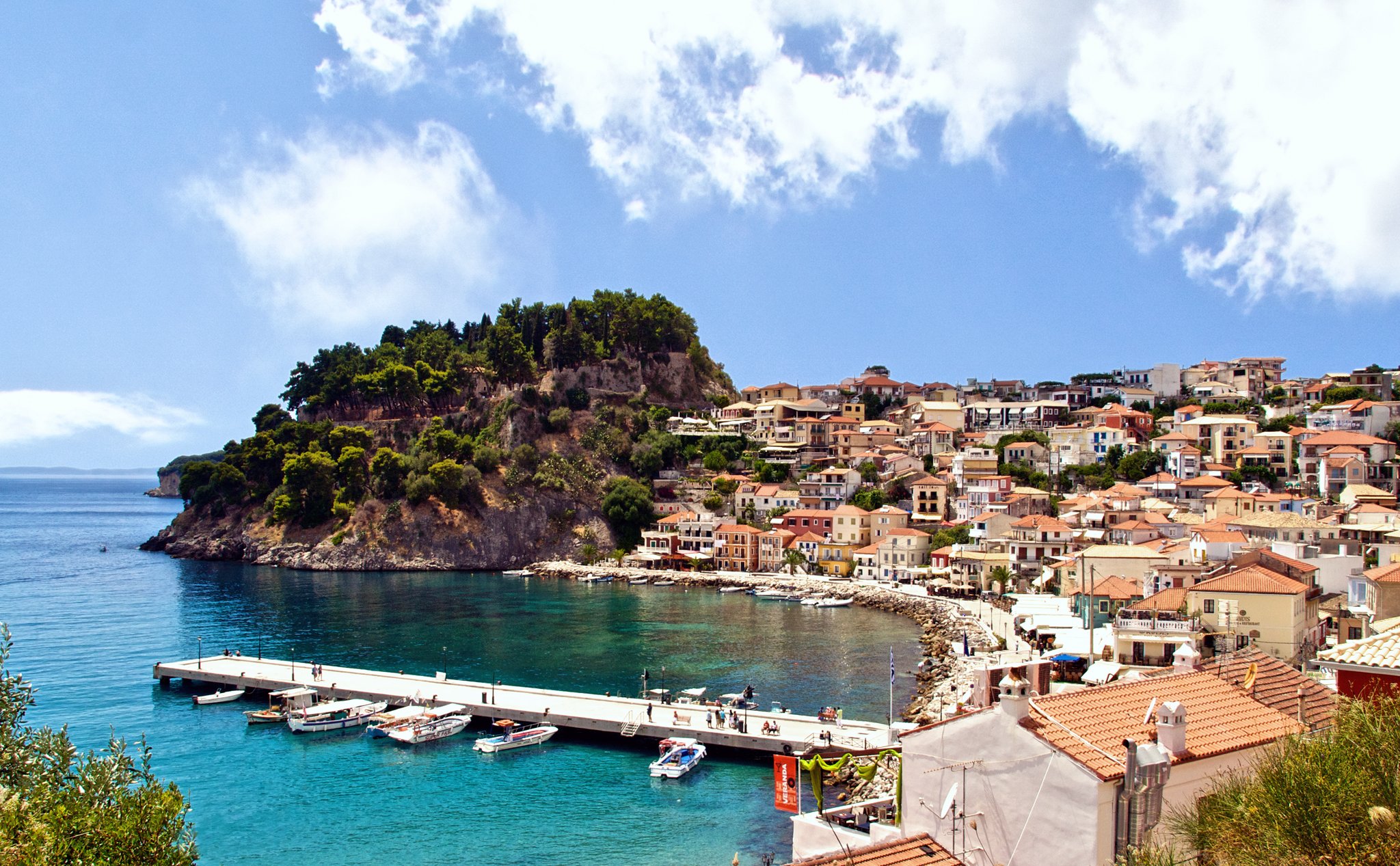
Overview of بارغا
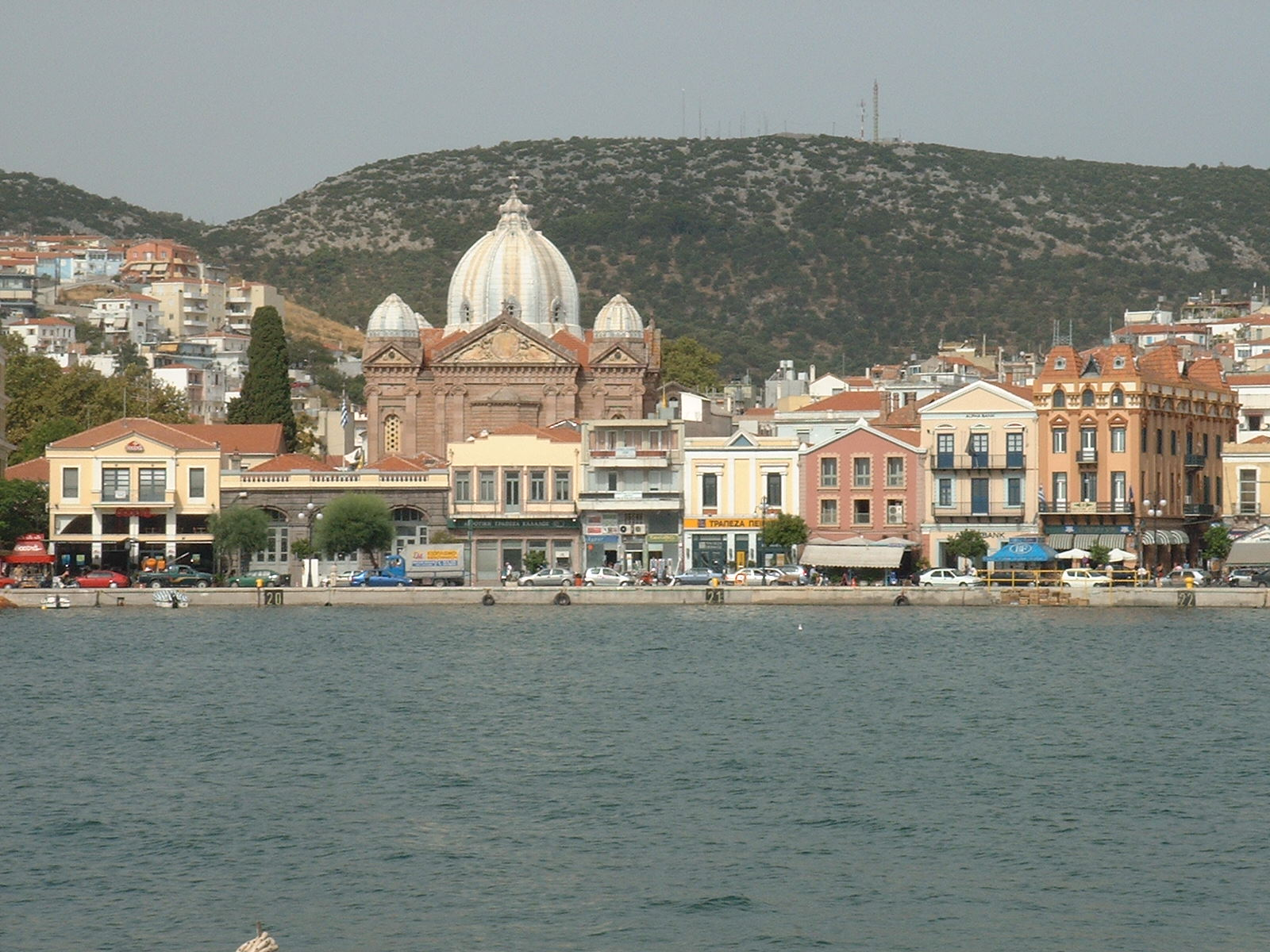
ميتيليني، لسبوس island.
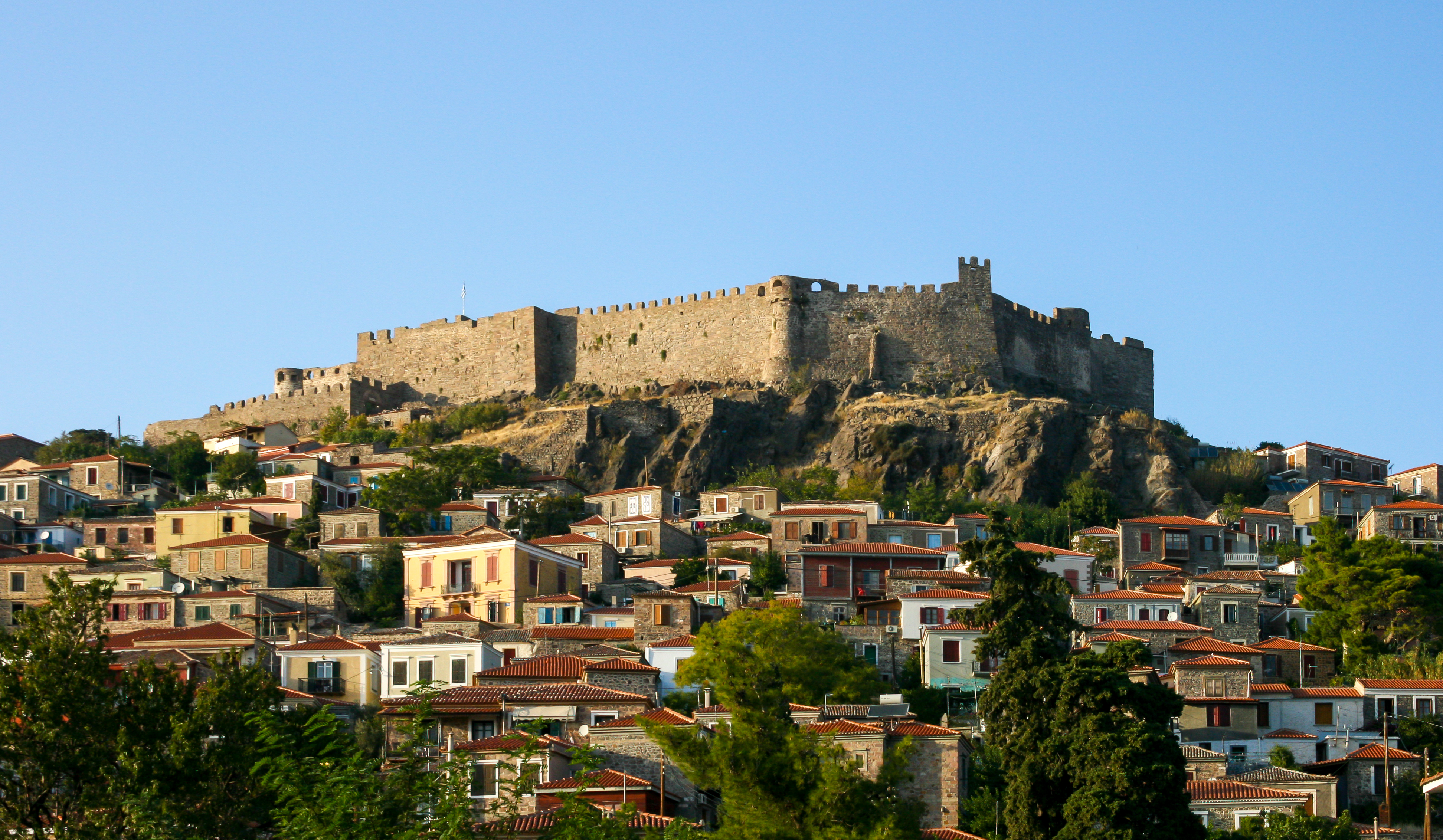
ميثيمنا، لسبوس.
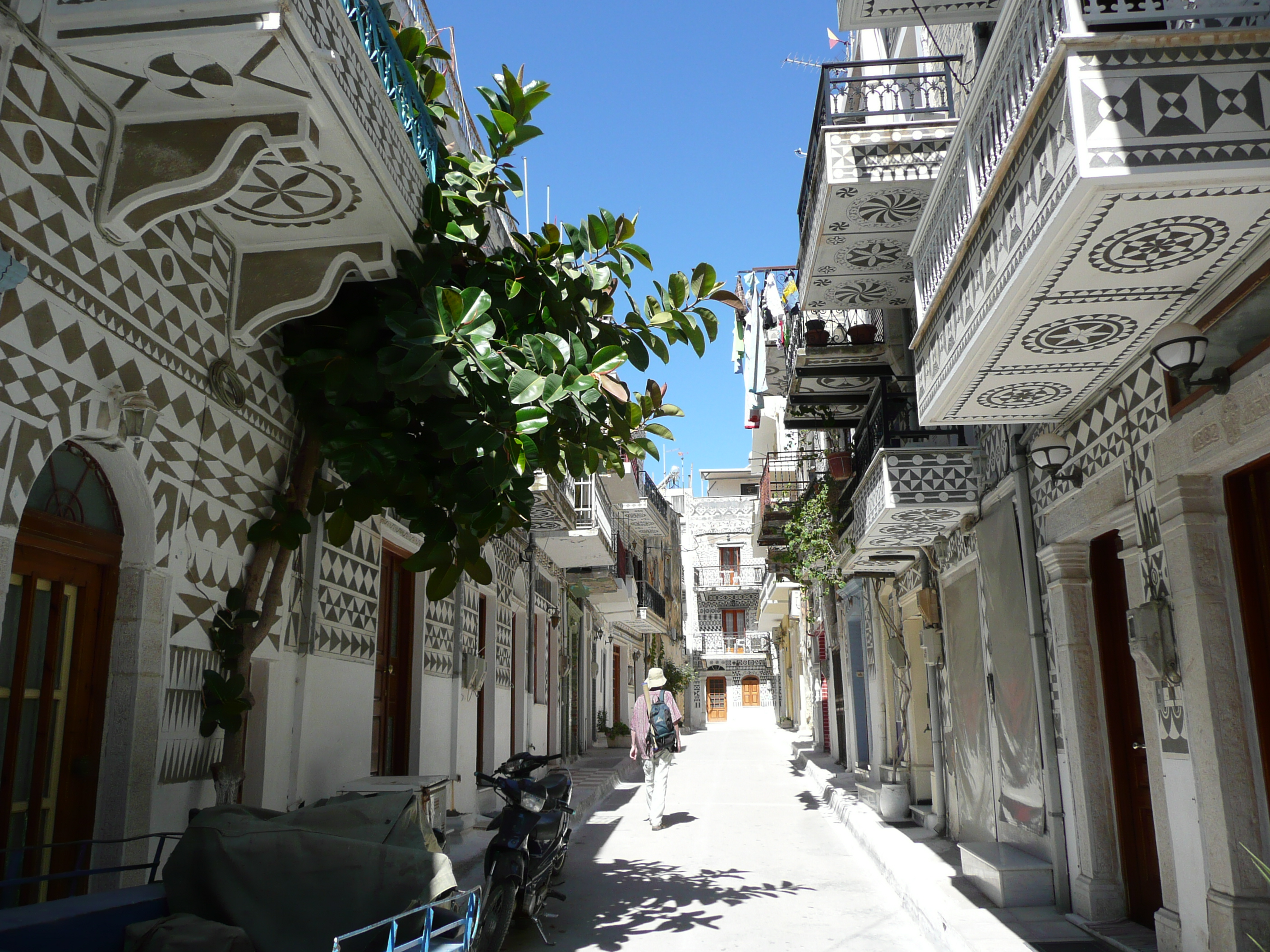
Mastichochoria، خيوس island.
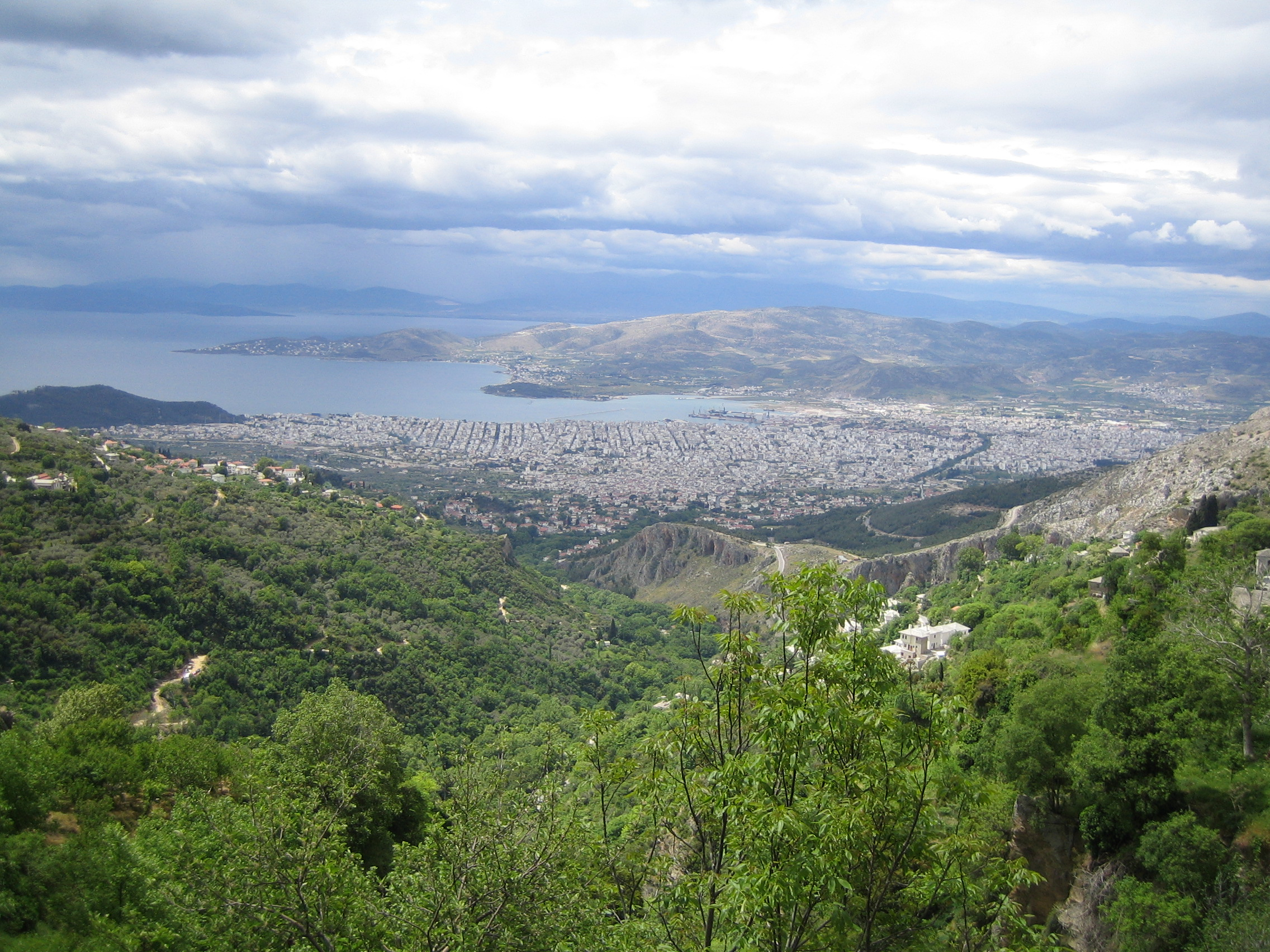
فولوس seen from بيليون (دوديكانيسوس) mountain.
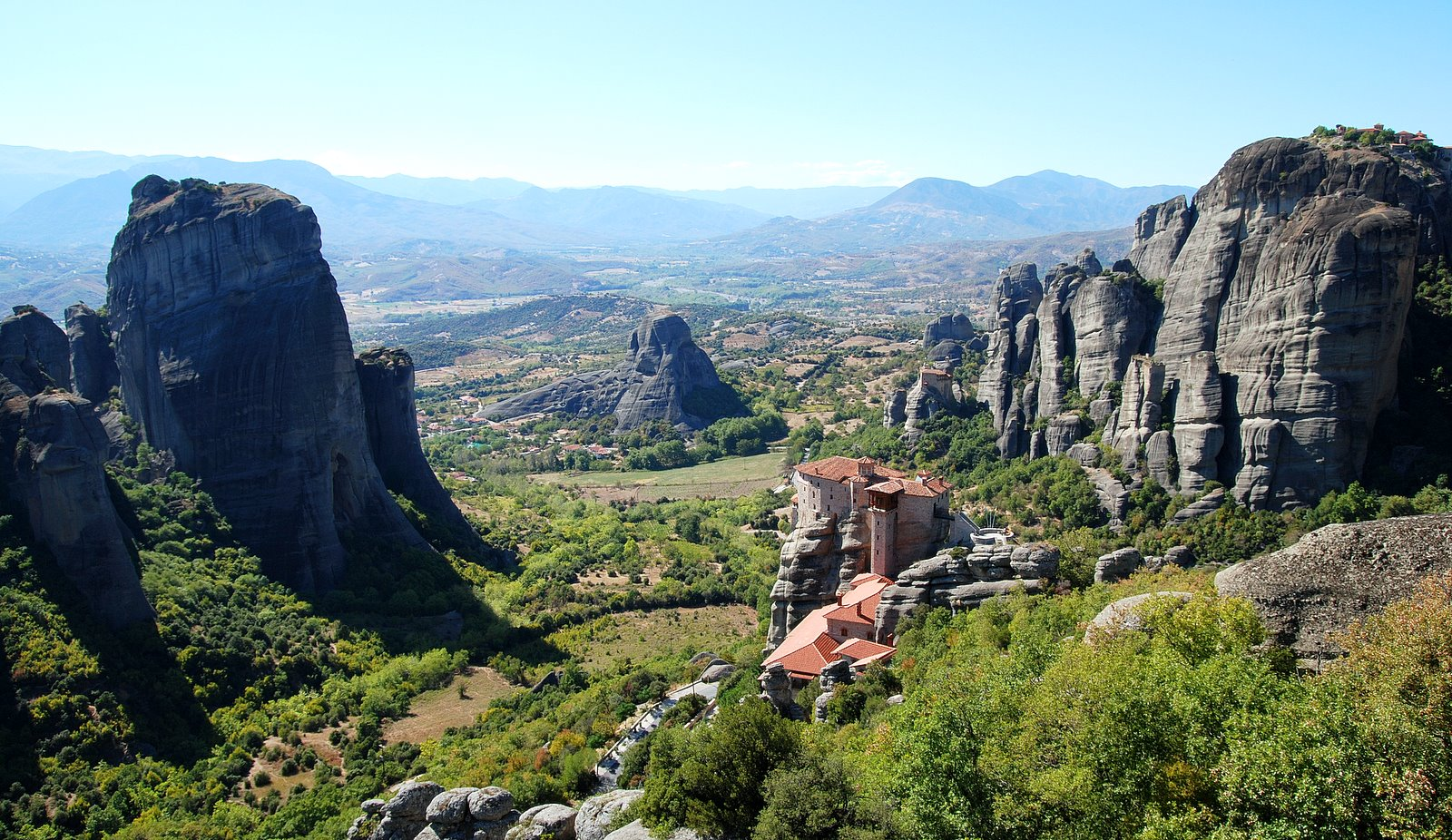
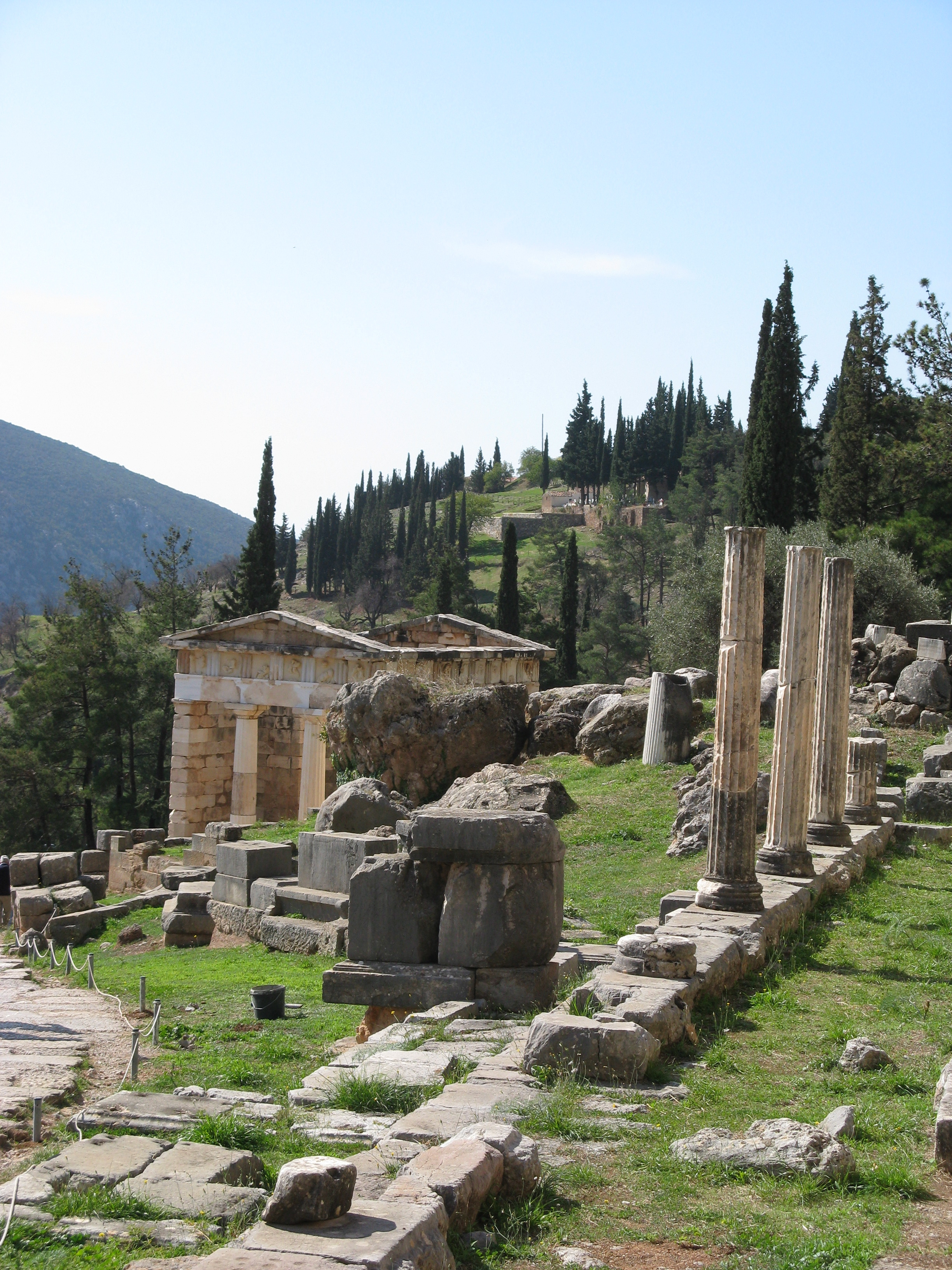
View of دلفي.
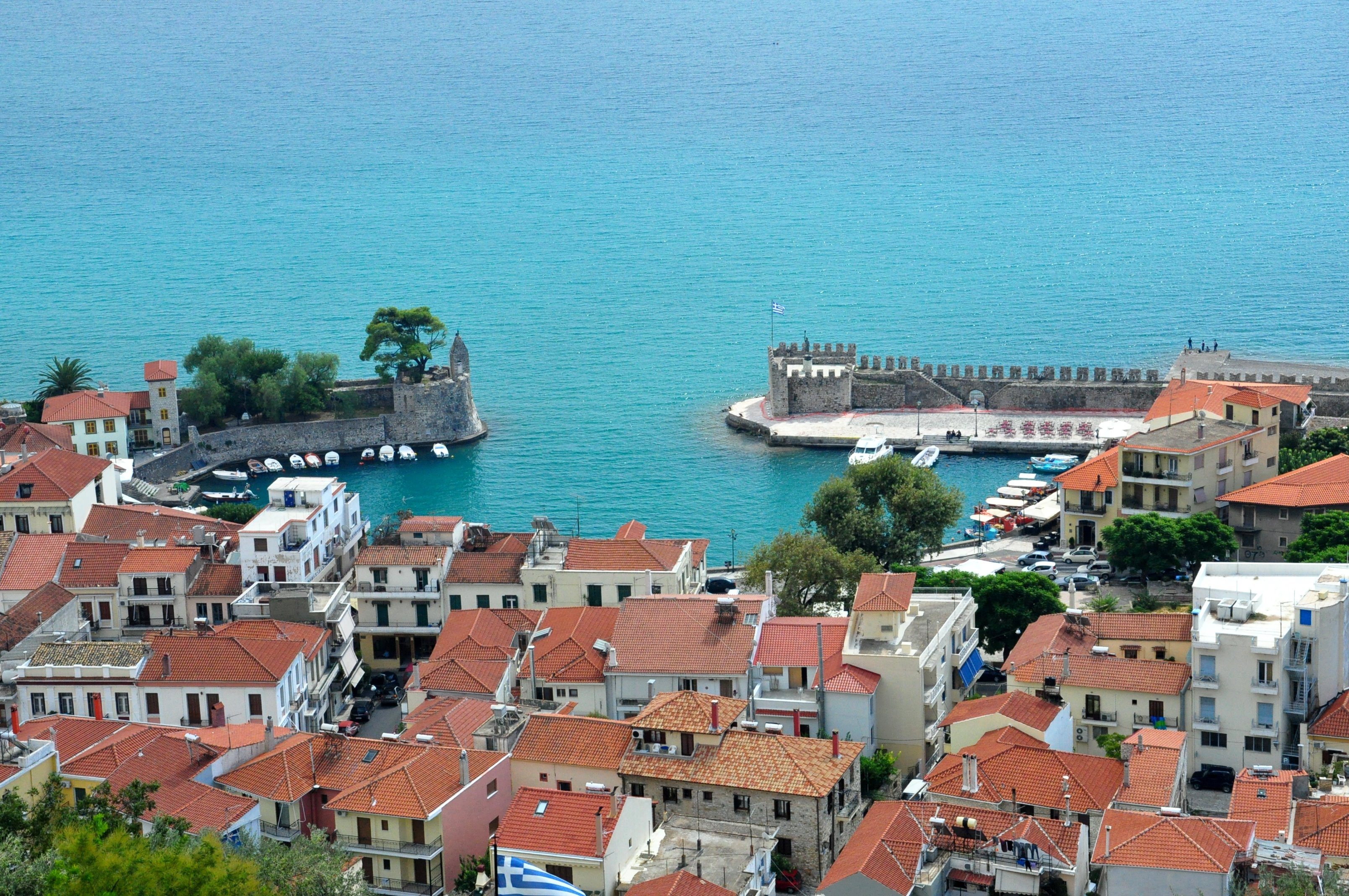
The port of نافباكتوس.
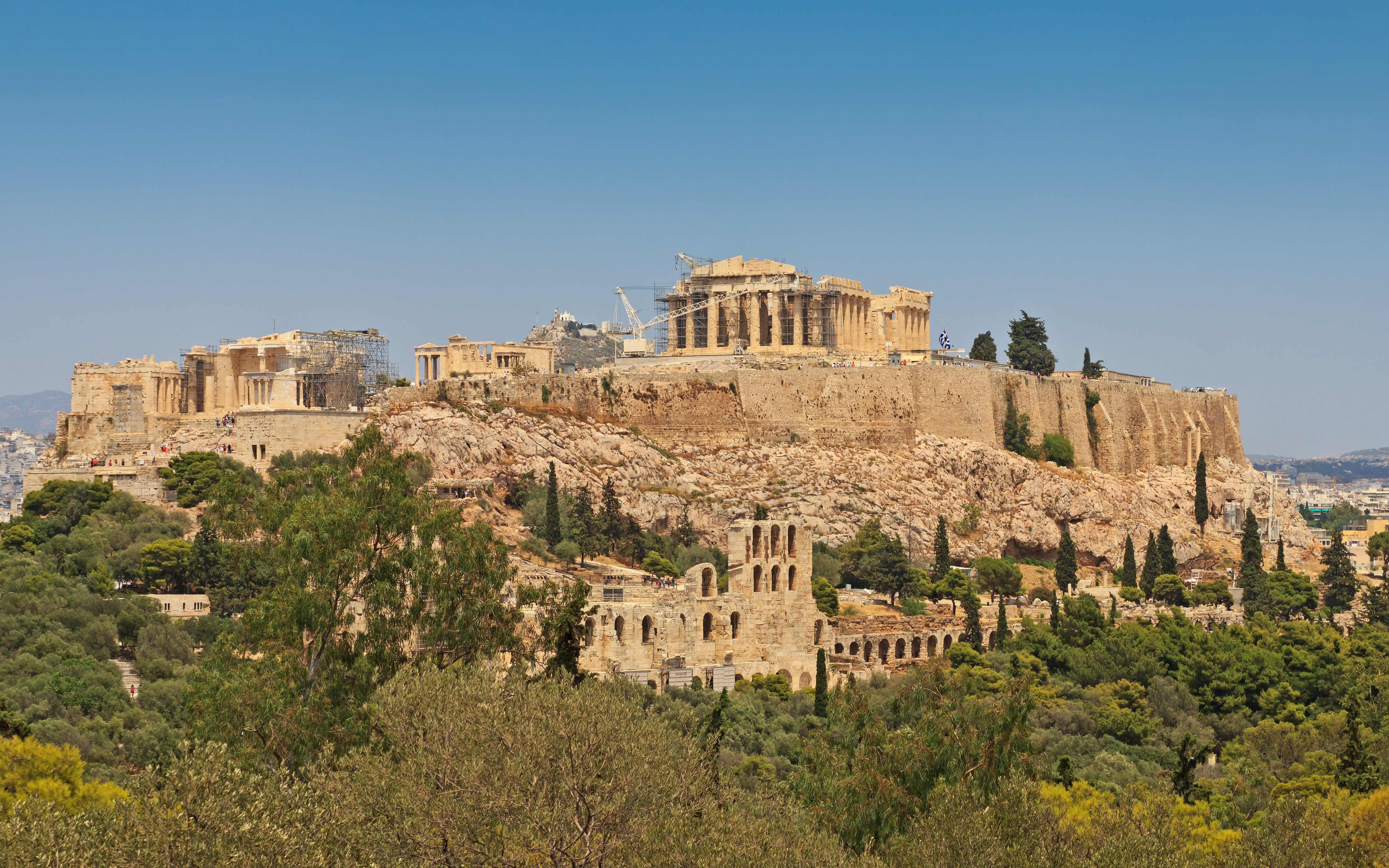
أكروبوليس أثينا.
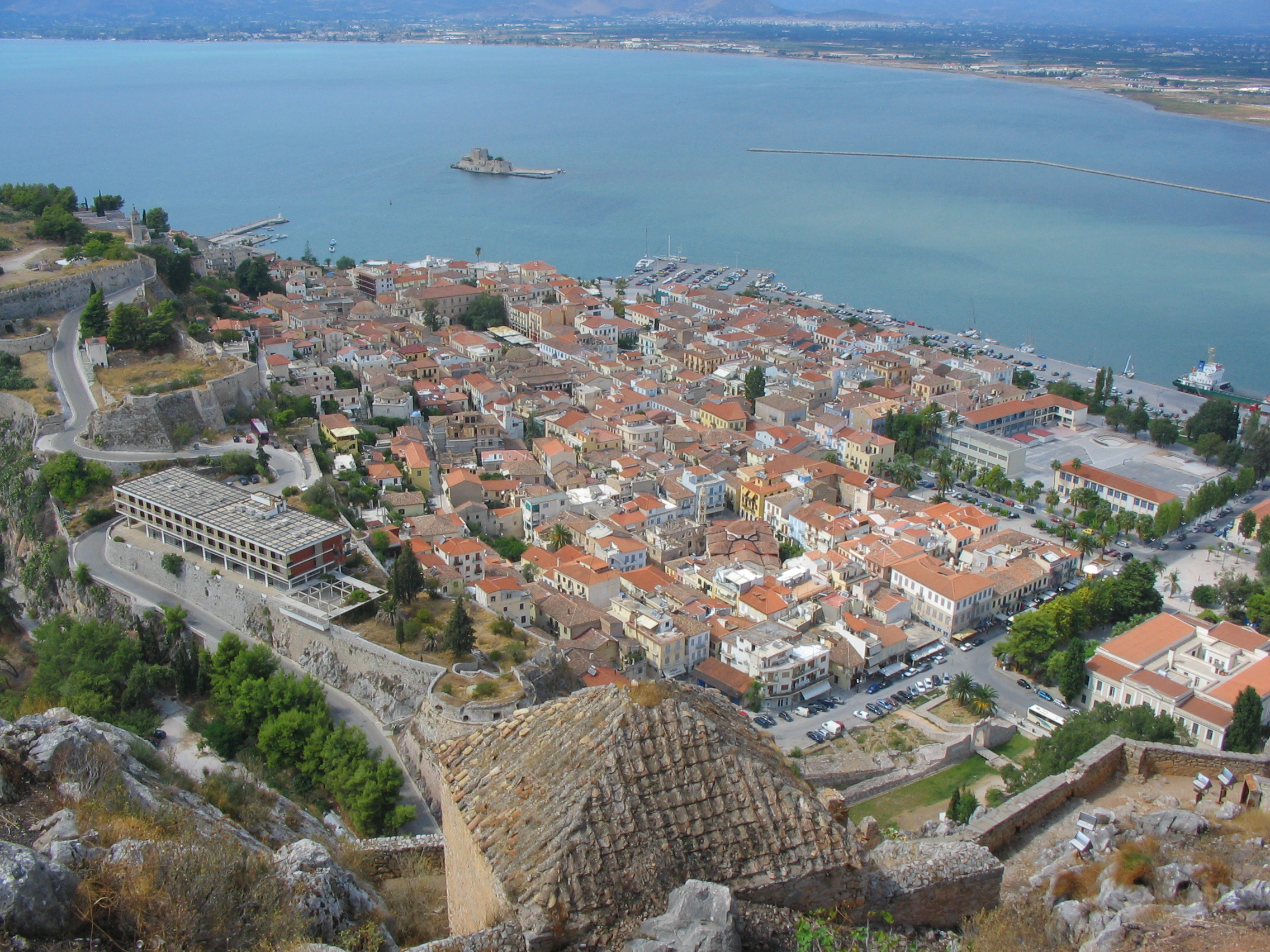
نافبليون
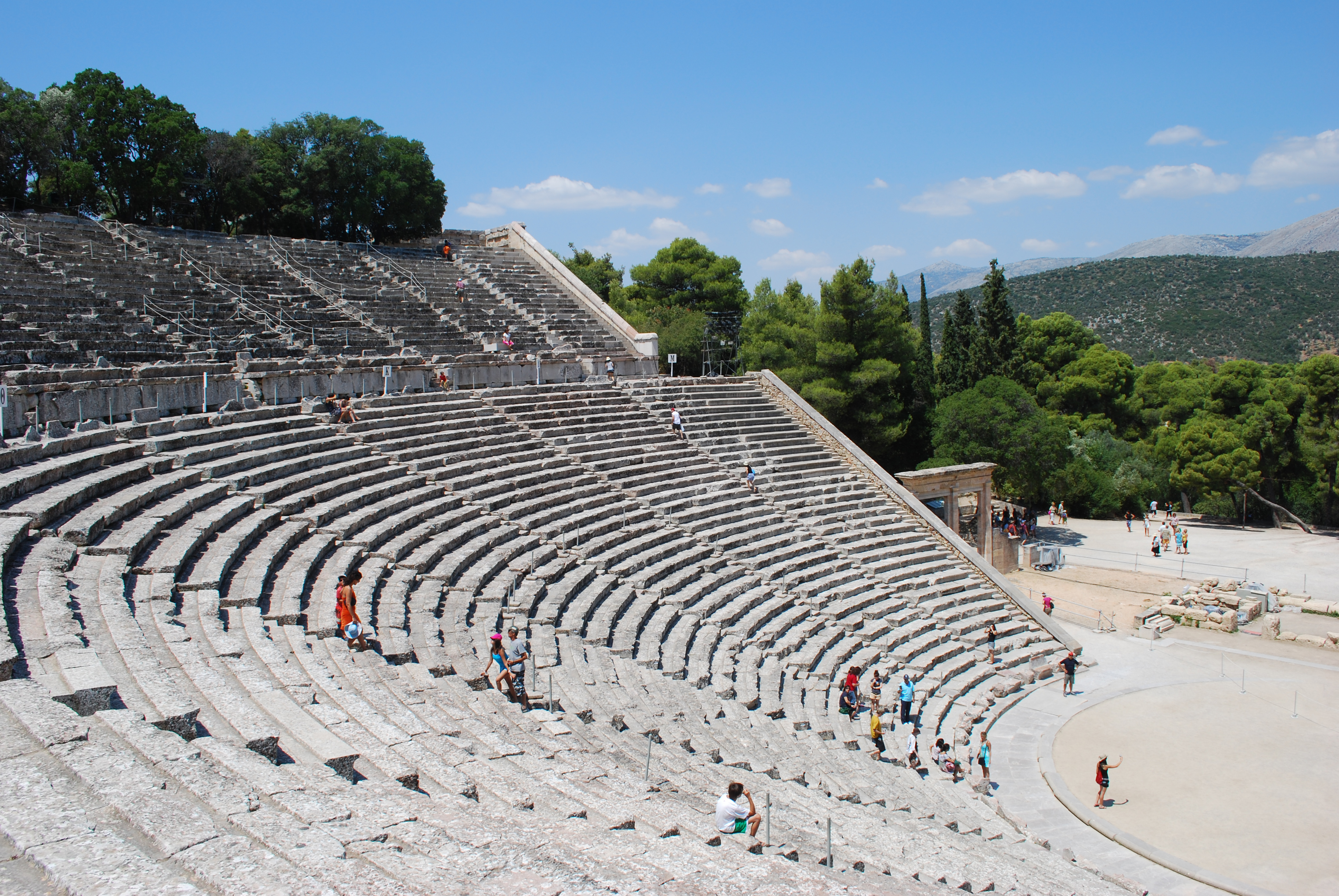
المسرح في إبيداوروس.
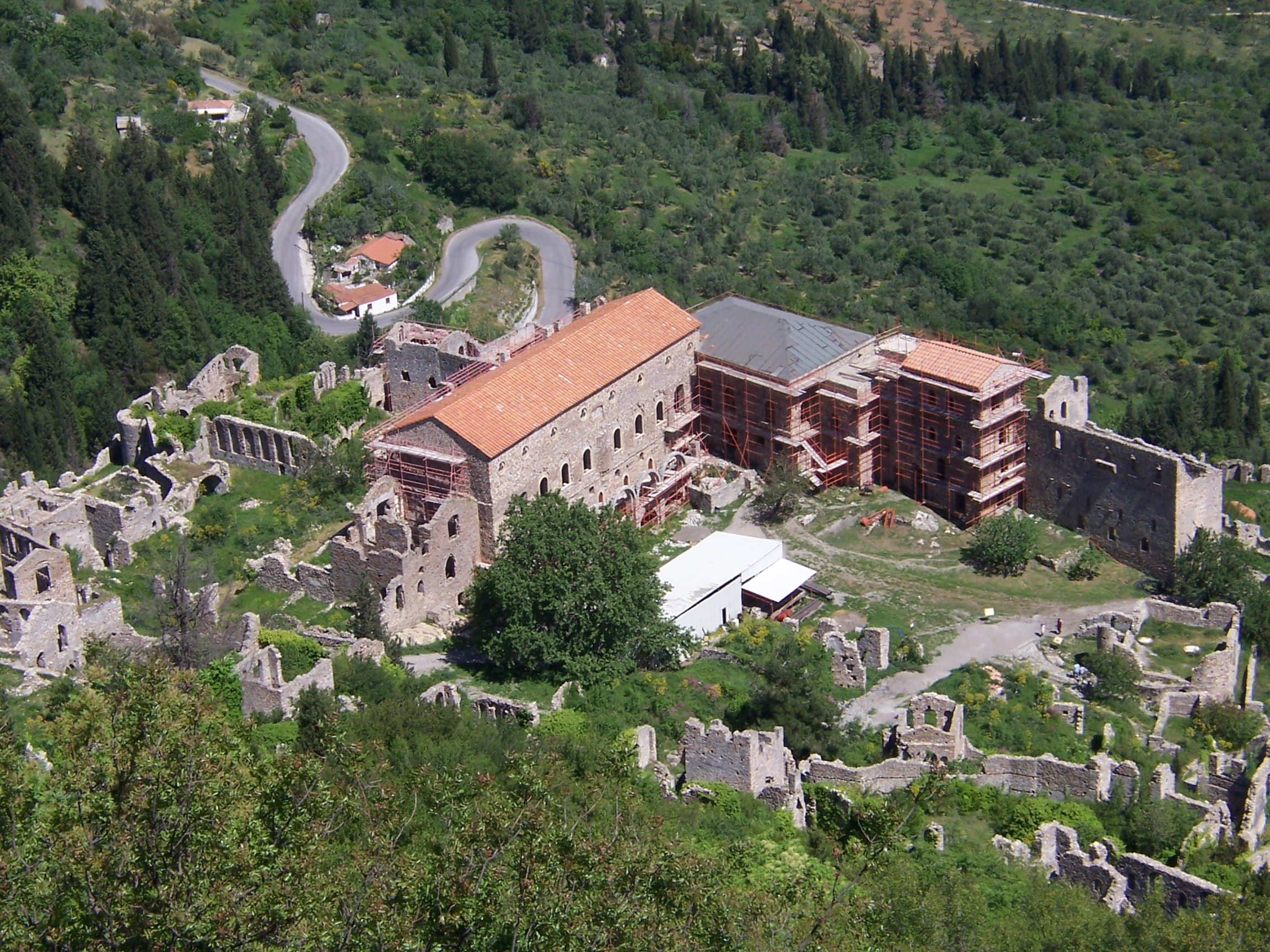
قصر في Mystras.
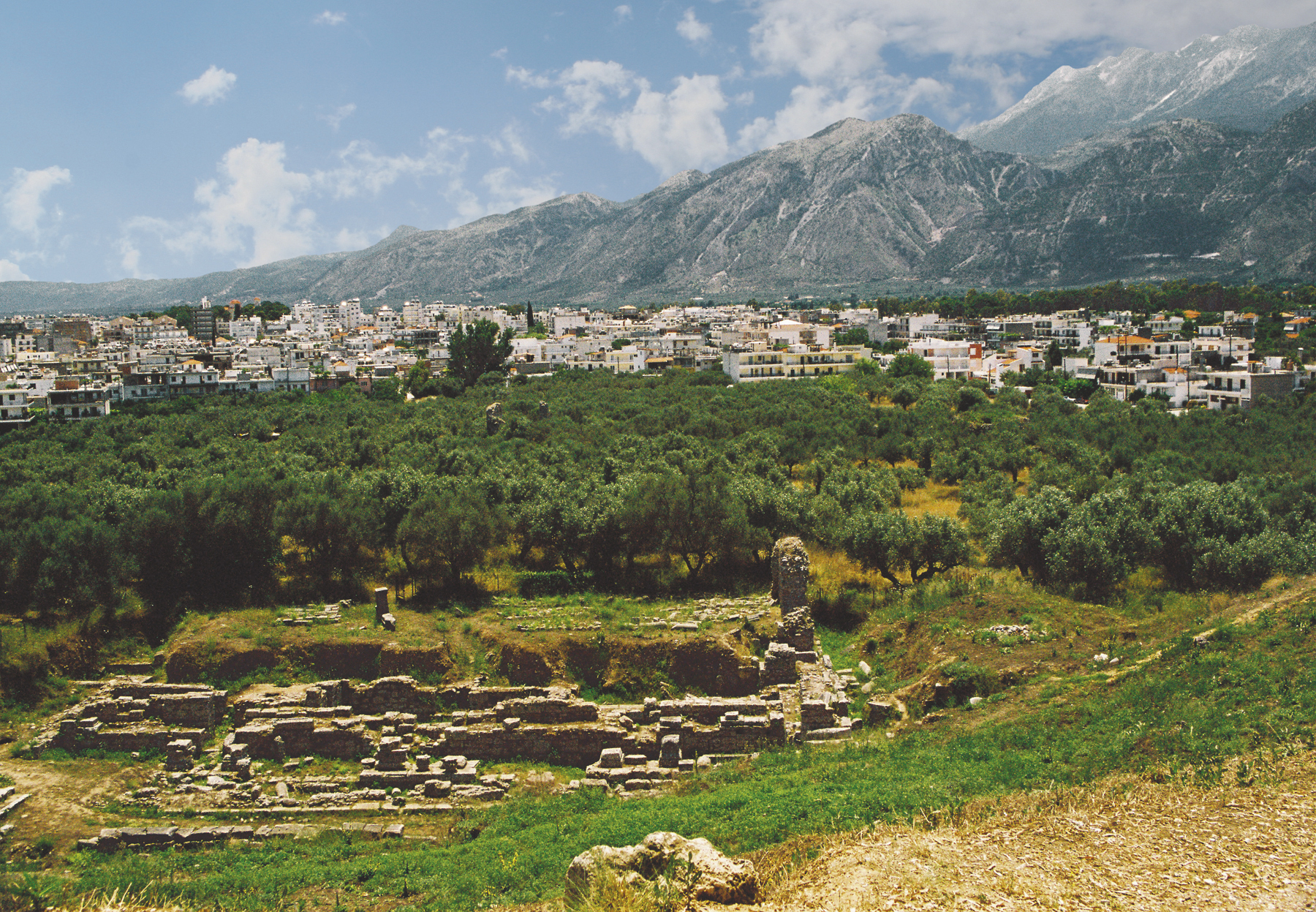
مسرح القديمة سبارتا مع حديثة سبارتي وجبل جبل تايجتوس في الخلفية.
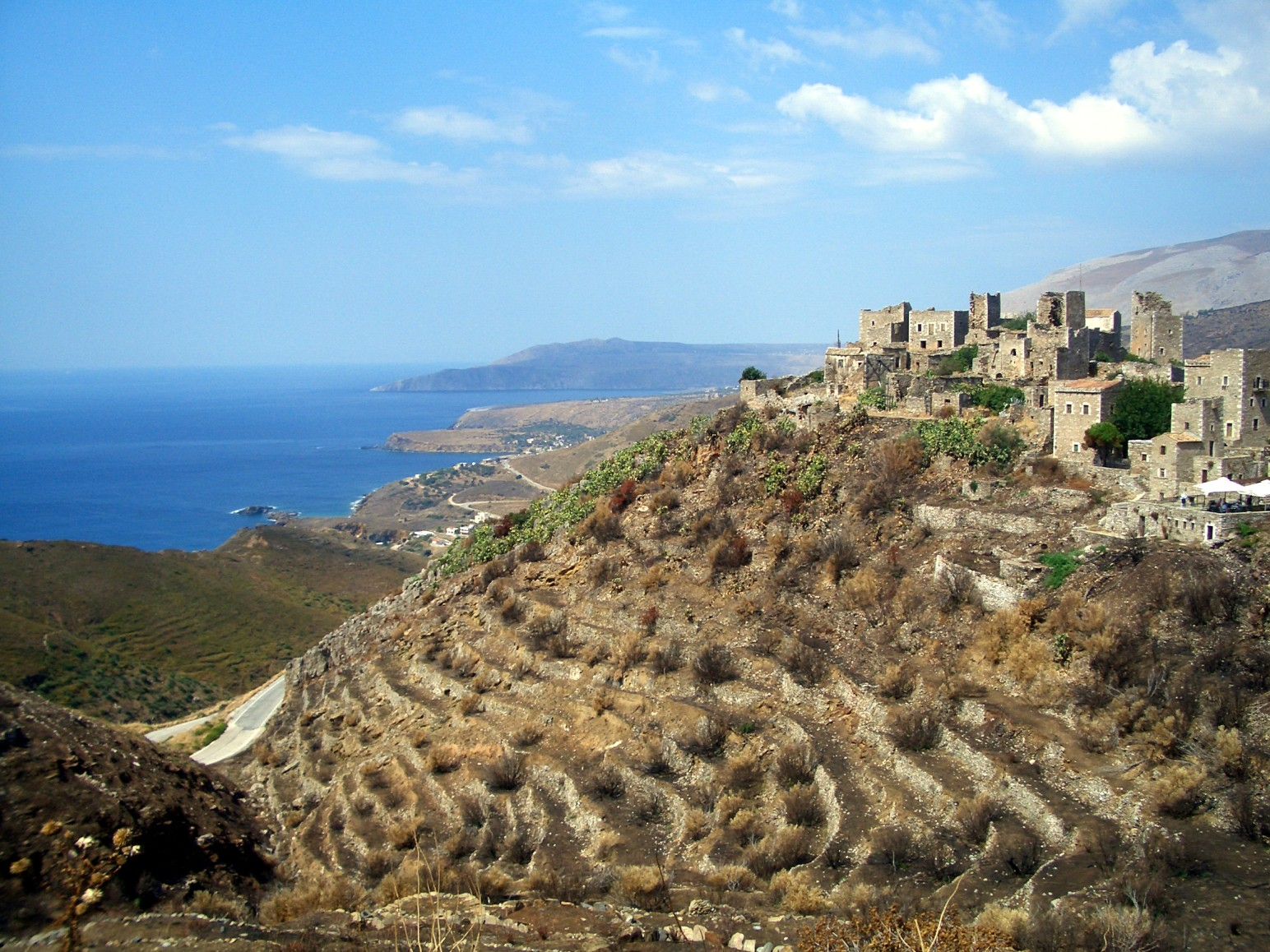
شبه الجزيرة ماني.
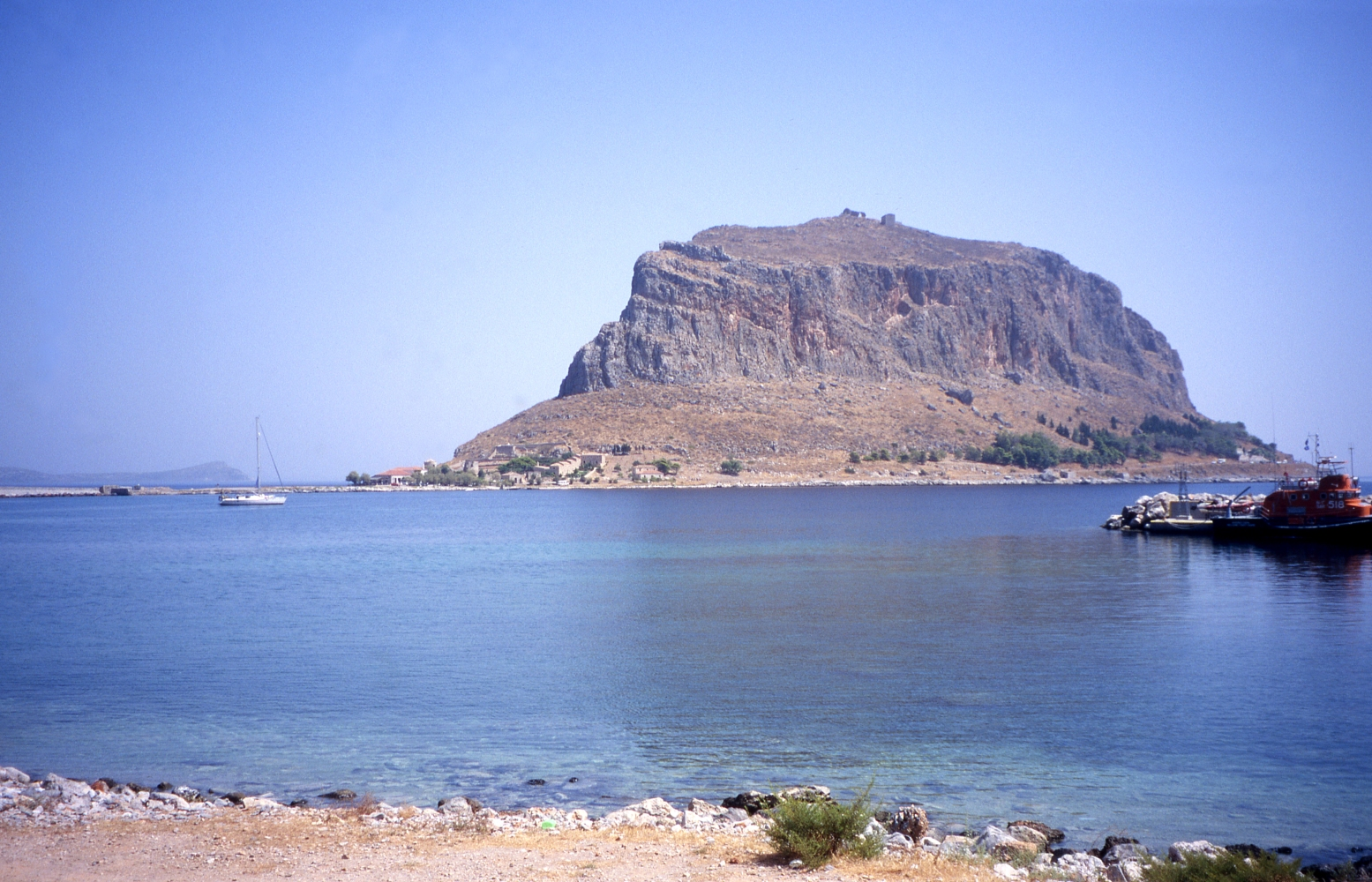
صخرة مونيمفاسيا.
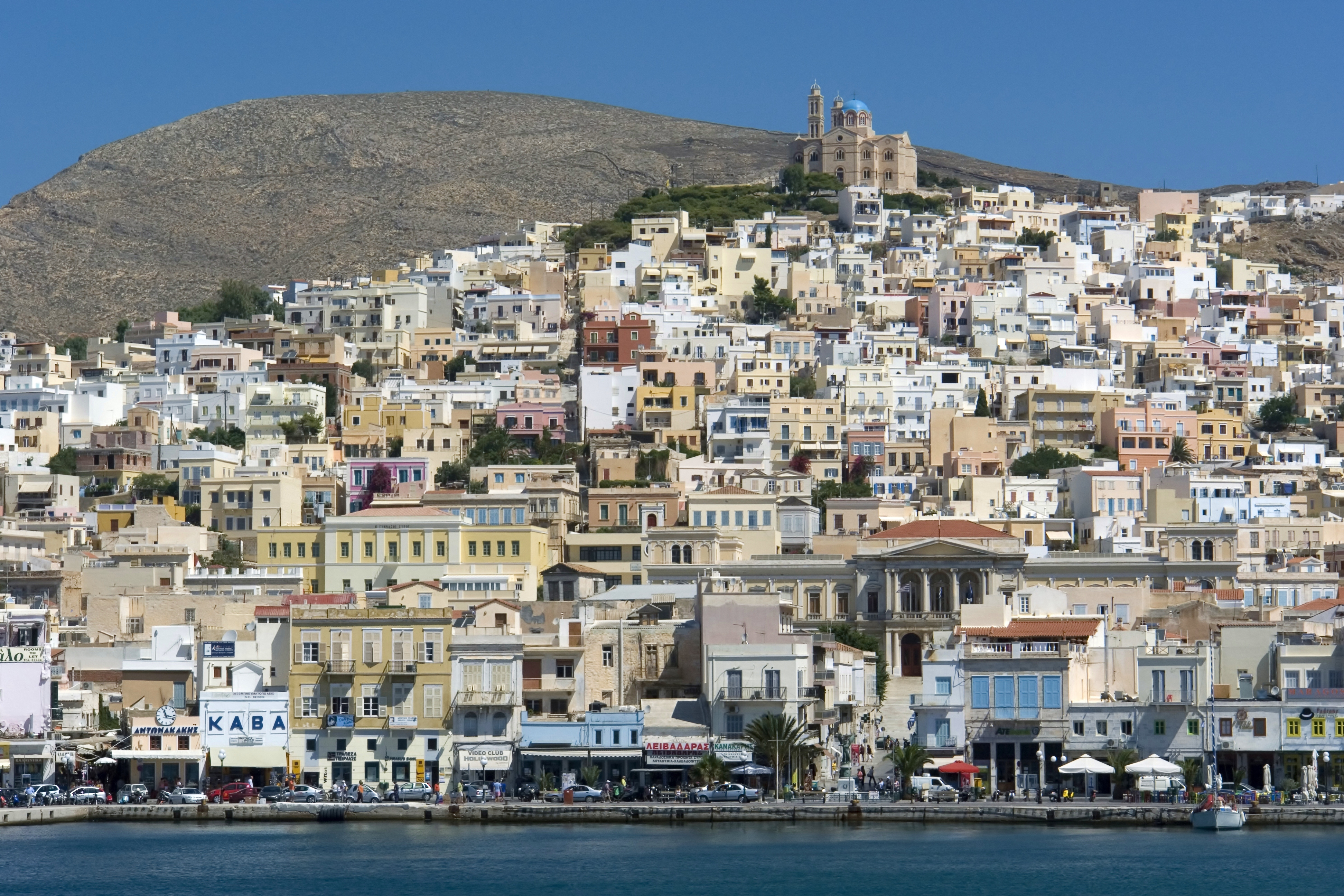
سيروس الجزيرة، عاصمة سيكلاديز.
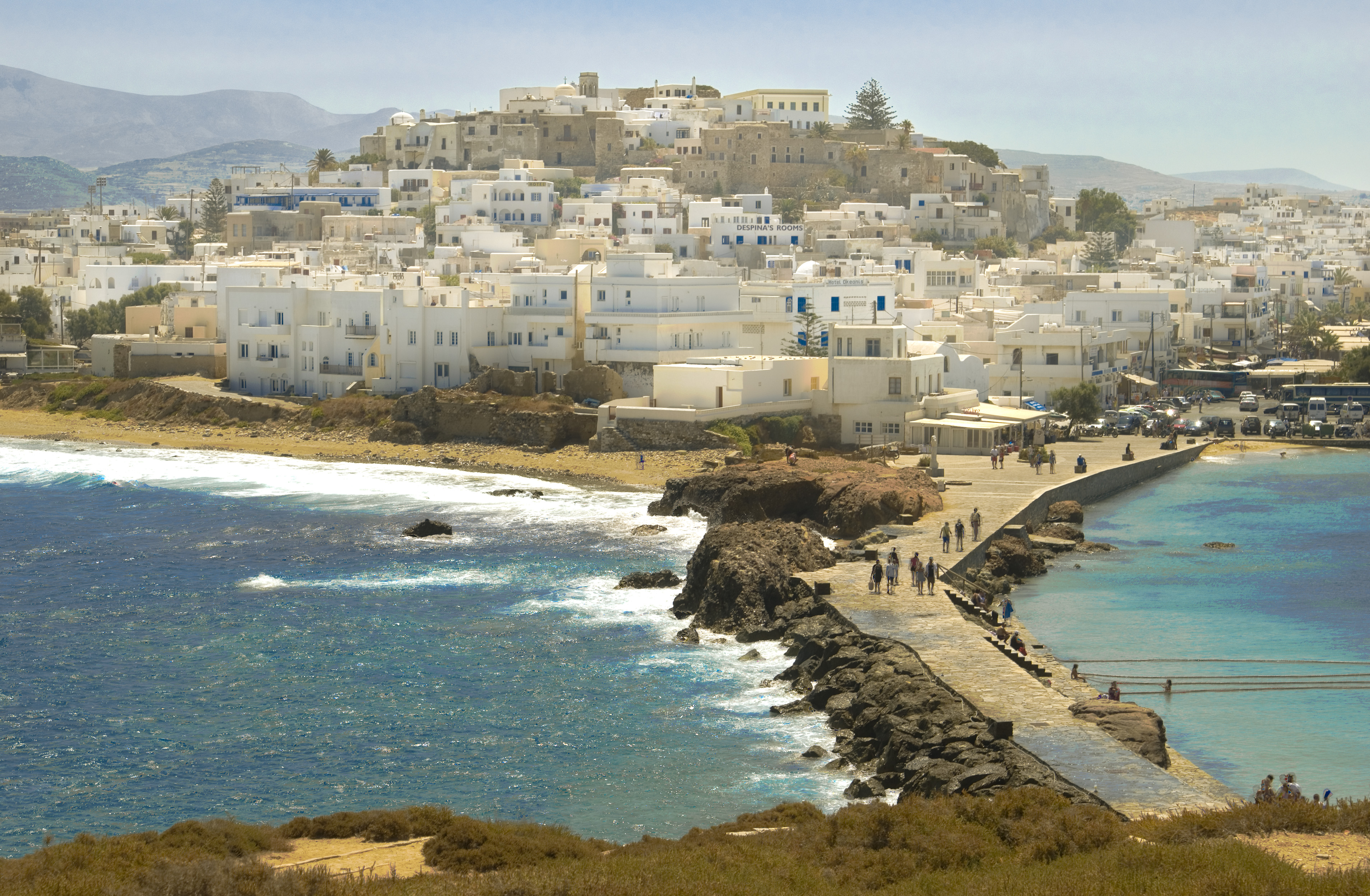
ناكسوس (المدينة)
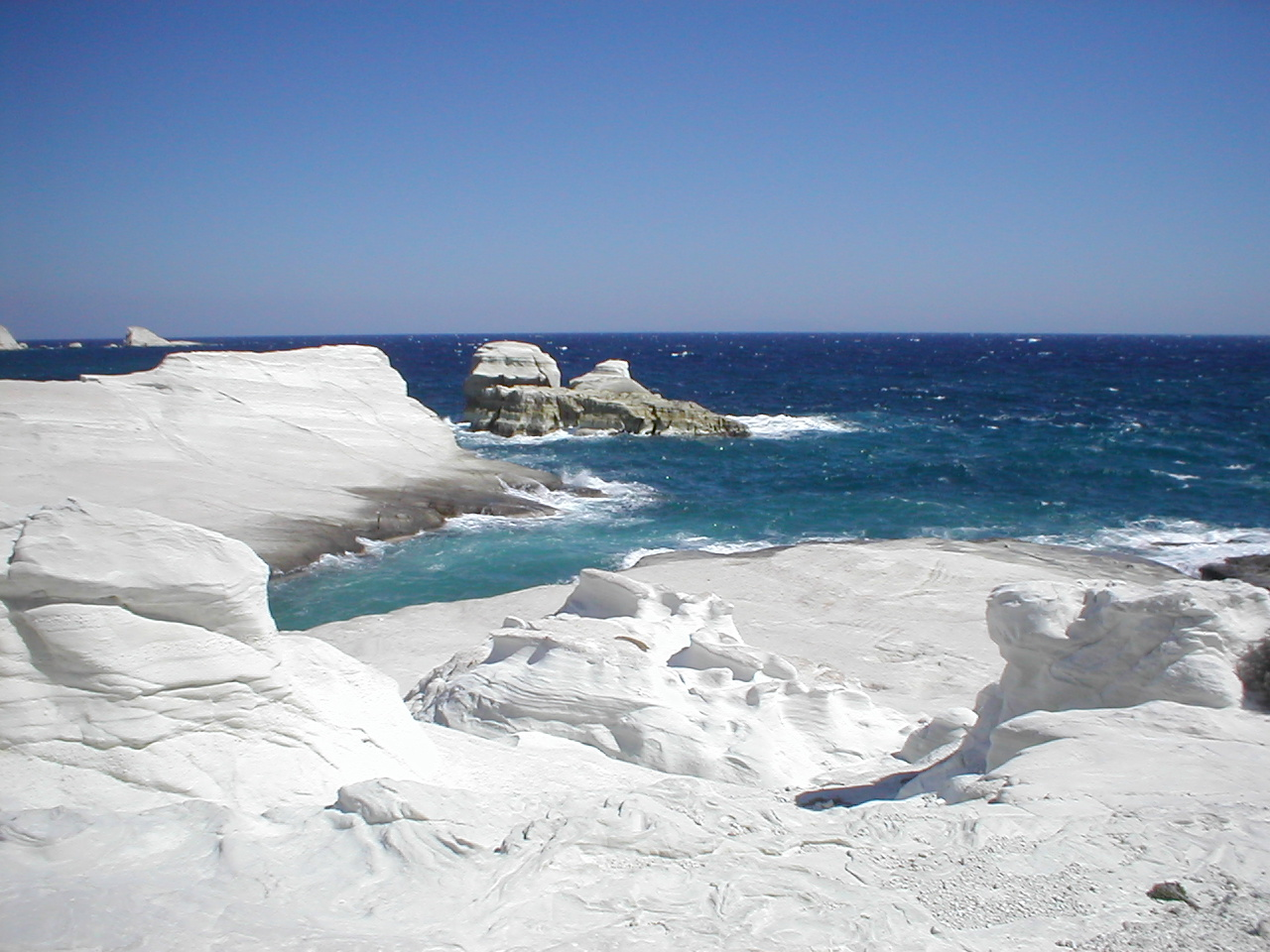
الشاطئ، ميلوس.
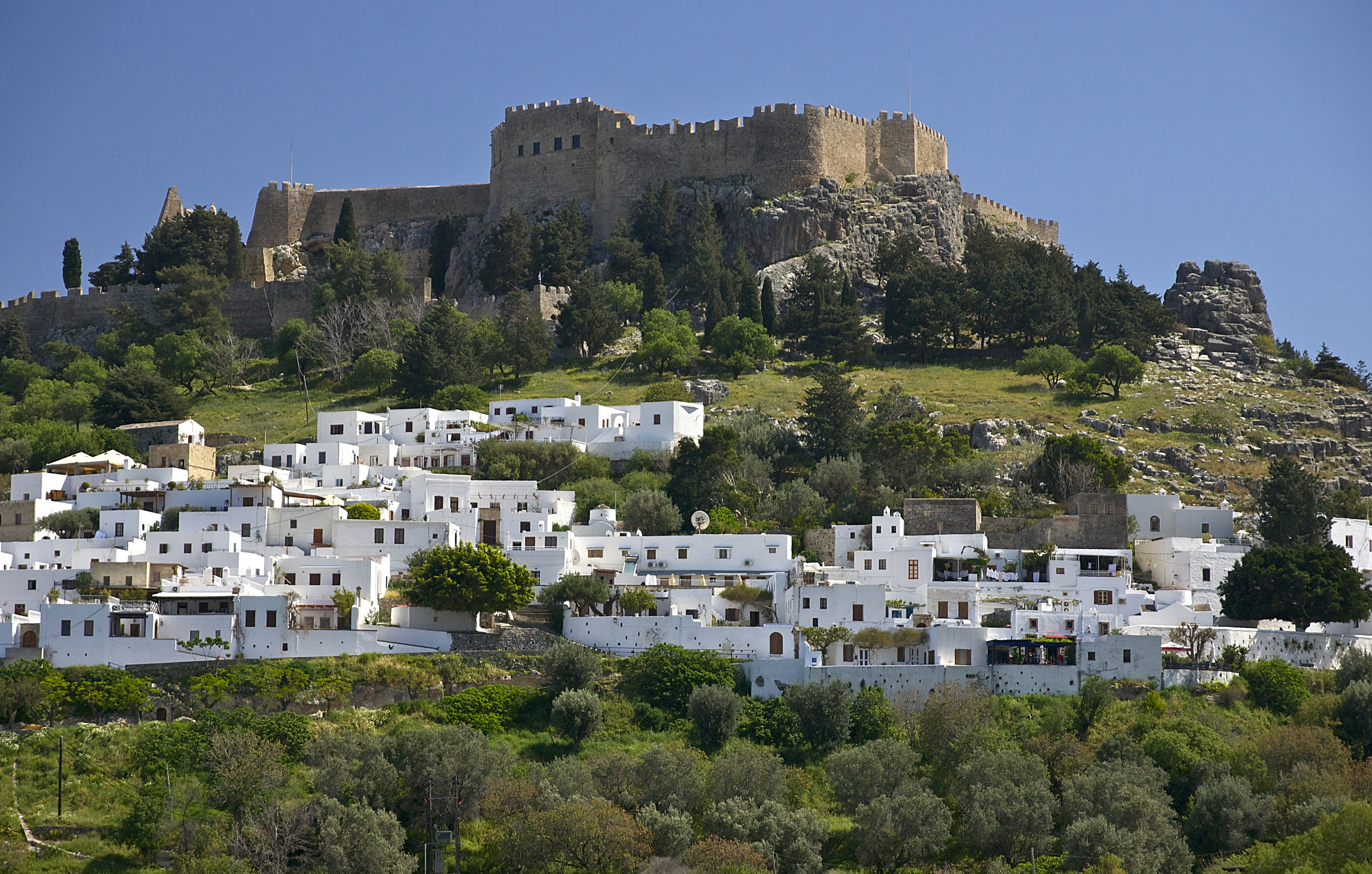
بالنظر إلى ليندوس، رودس جزيرة.
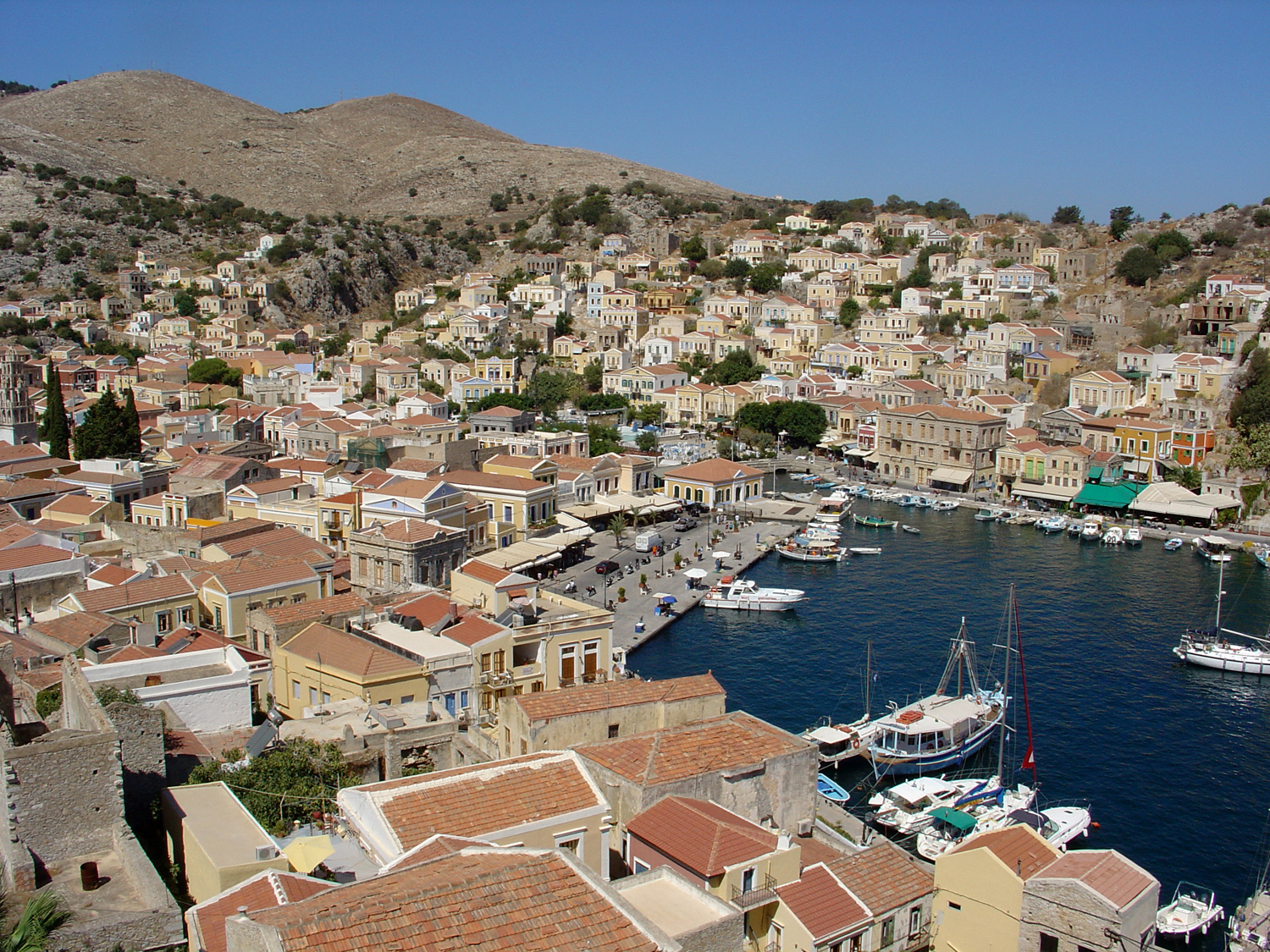
سيمي جزيرة.
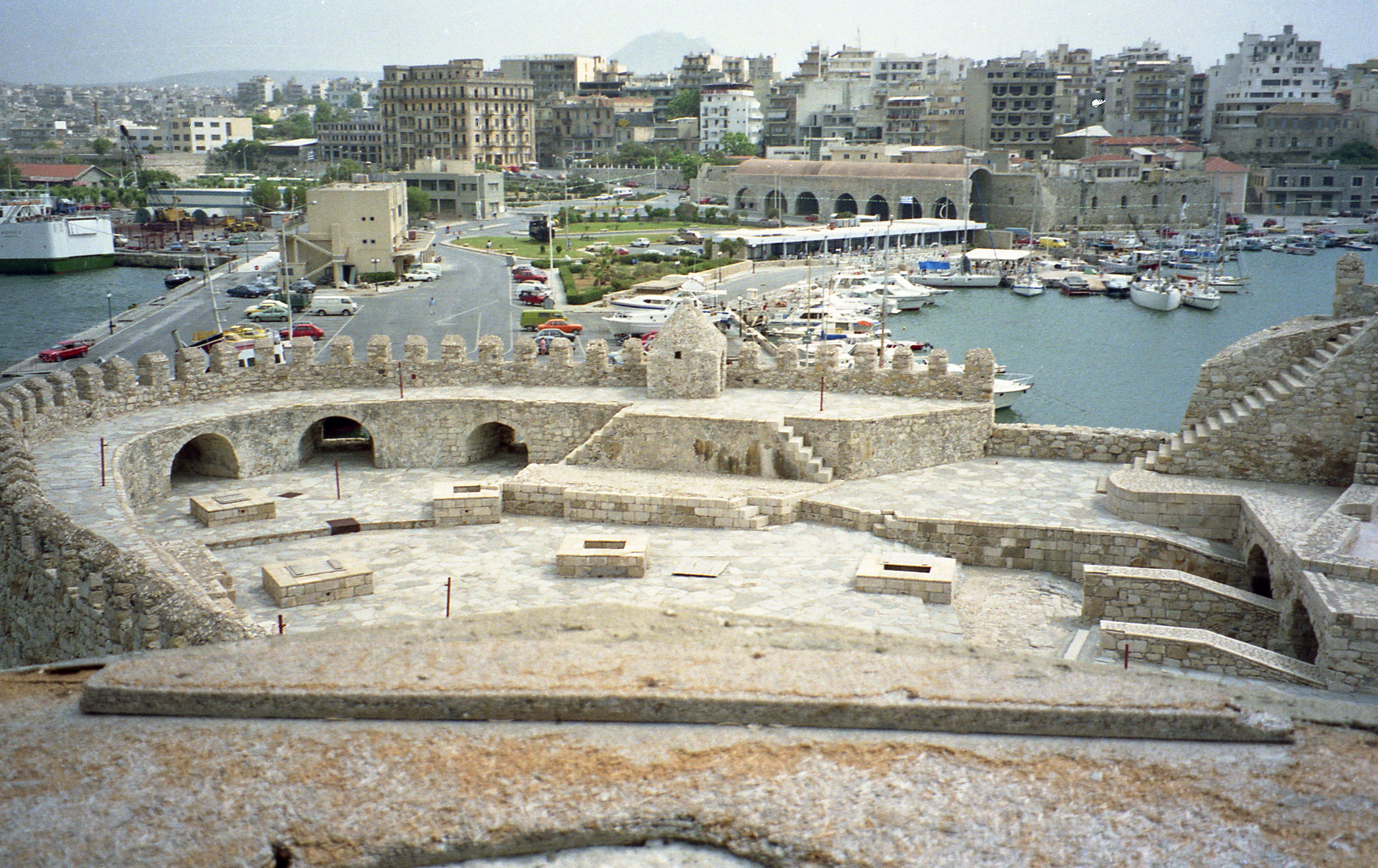
ميناء هيراكليون، كريت.
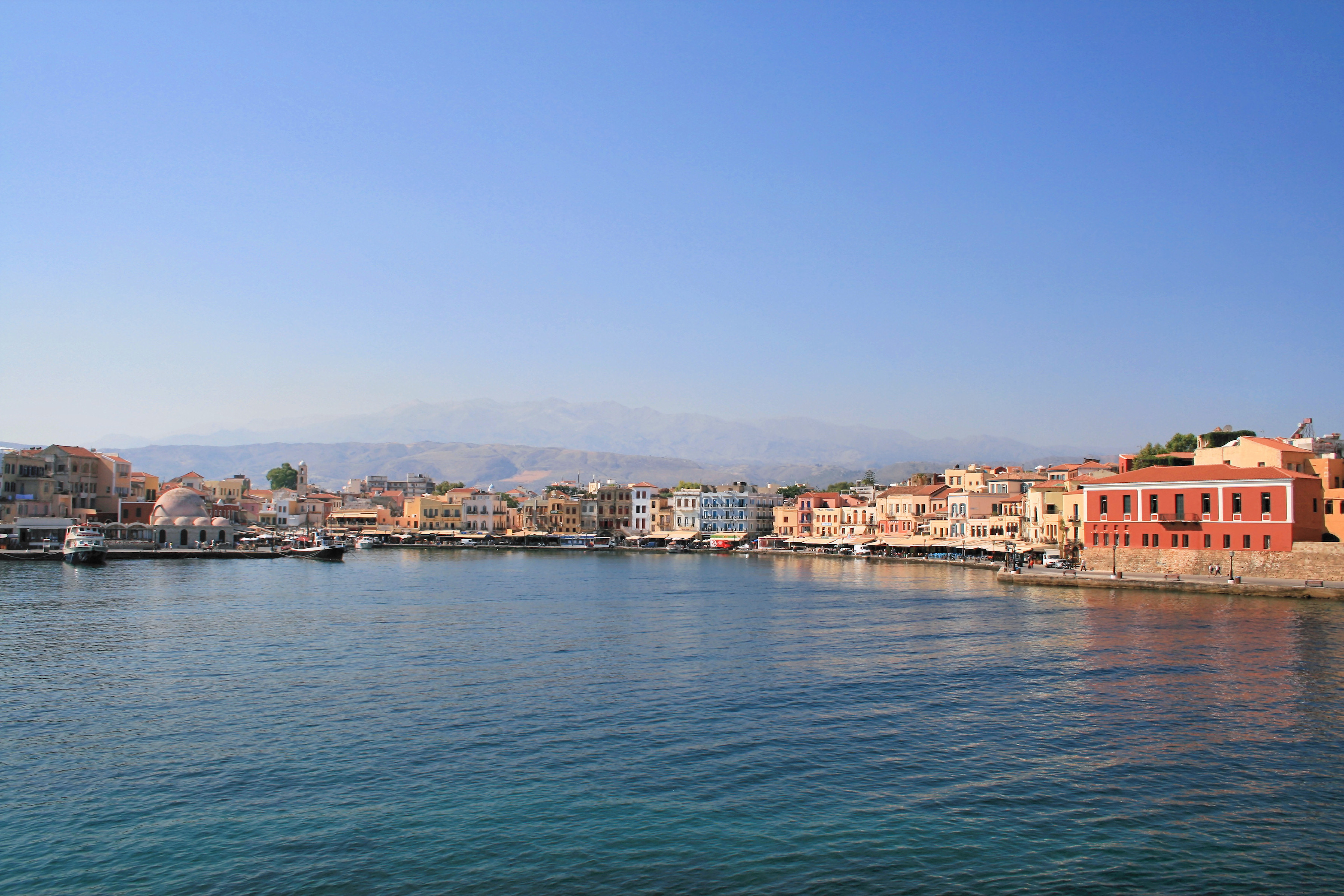
ميناء البندقية من خانيا.
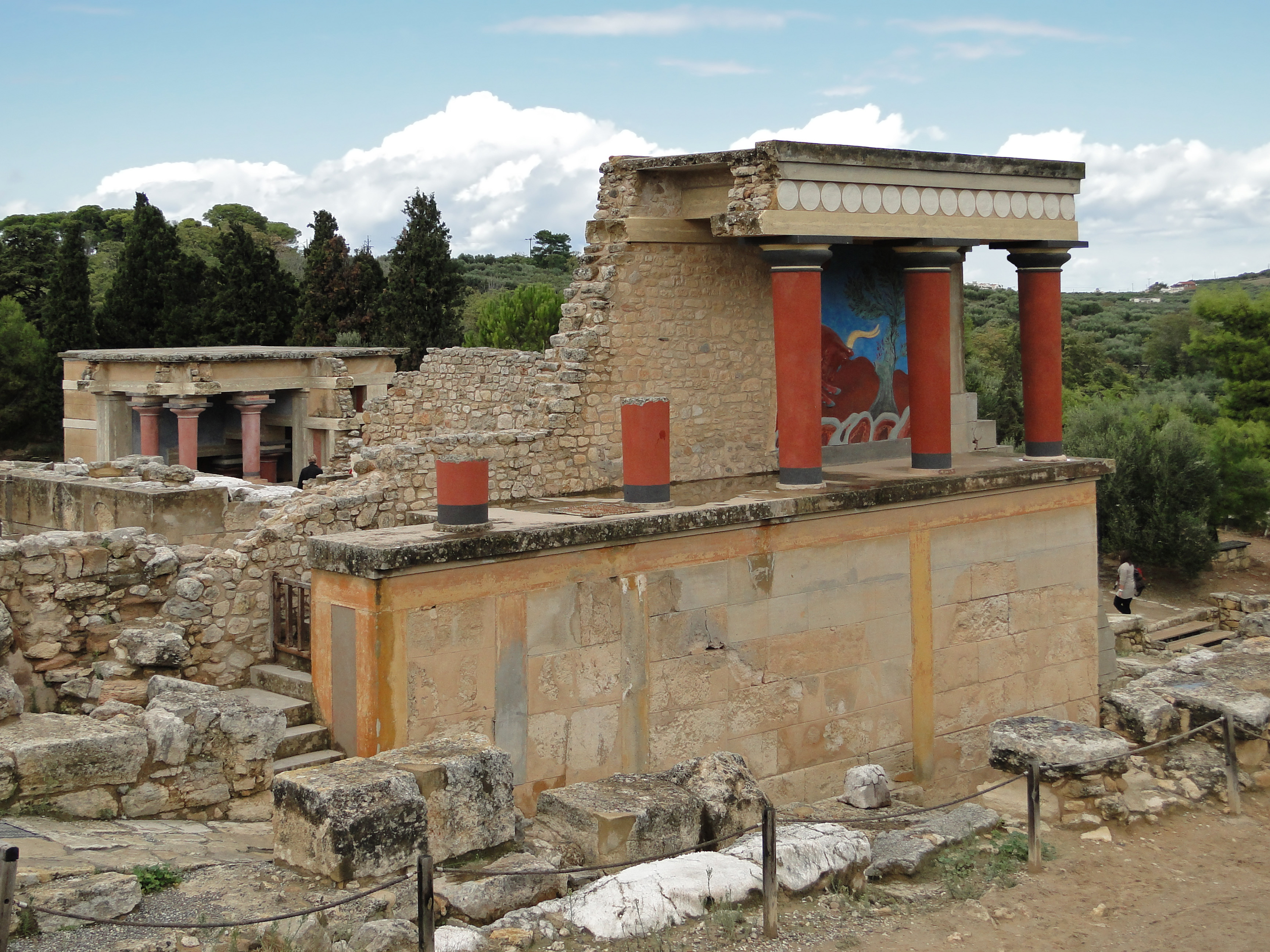
القصر المينوية من كنوسوس.

## وصلات خارجية
- Official Greece tourism site
- Greece travel and tourism على مشروع الدليل المفتوح